# Raublattgewächse
Die Raublattgewächse oder Borretschgewächse (Boraginaceae) sind eine Familie der Bedecktsamigen Pflanzen (Magnoliopsida). Die Familie Boraginaceae s. l. enthält 148 bis 156 Gattungen mit etwa 2740 Arten und ist von den gemäßigten Breiten bis in die Tropen weltweit vertreten.

## Beschreibung

### Erscheinungsbild und Blätter
Es sind einjährige bis ausdauernde krautige Pflanzen, Sträucher, Bäume oder selten Lianen. Der Name Raublattgewächse deutet auf die charakteristische Behaarung der Blätter und Stängel hin, die viele der mitteleuropäischen Arten besitzen. Die meist wechselständigen Laubblätter sind einfach und ganzrandig.

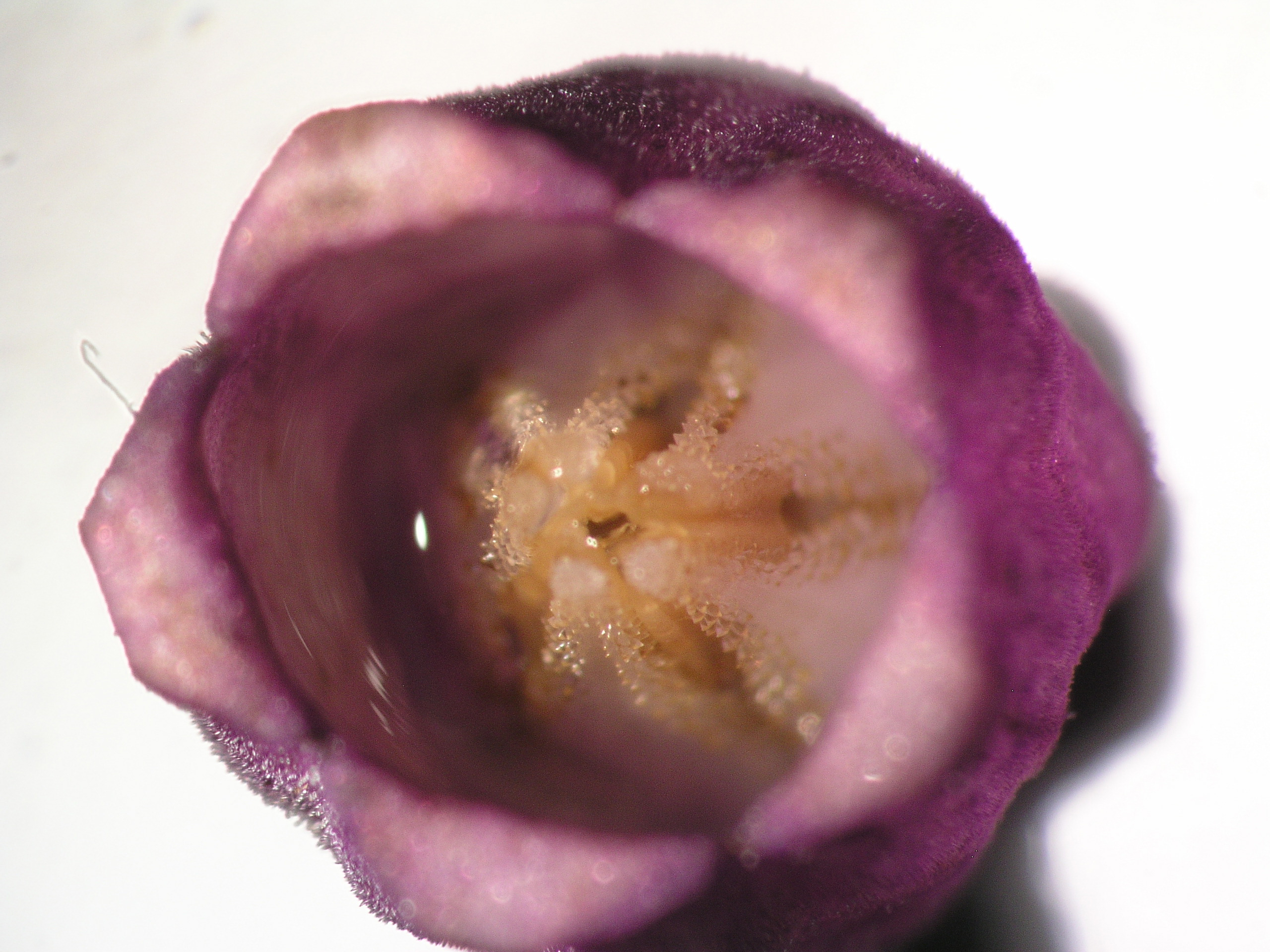
Echter Beinwell (Symphytum officinale), Schlundschuppen und Staubblätter

### Blütenstand, Blüten und Früchte
Die mitteleuropäischen Arten haben im Allgemeinen einen Blütenstand in Form eines Doppelwickels, der zusammen mit der Behaarung eine relativ gute Bestimmung der mitteleuropäischen Arten dieser Familie erlaubt.

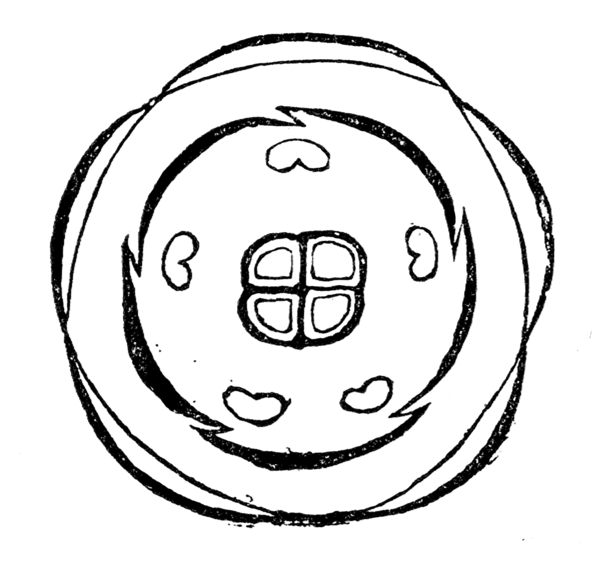
Blütendiagramm von Echium vulgare

Die zwittrigen Blüten sind in der Regel radiärsymmetrisch und meist fünfzählig mit doppelter Blütenhülle. Bei Echium sind die Blüten jedoch leicht zygomorph. Die meist fünf Kelchblätter sind nur an ihrer Basis verwachsen. Die meist fünf Kronblätter sind fast vollständig miteinander röhren- oder stieltellerförmig verwachsen. Oft sind die Kronblätter zu sogenannten Schlundschuppen nach innen eingestülpt, die die Kronröhre verschließen oder zumindest verengen. Es ist nur ein Kreis mit meist fünf fertilen Staubblättern vorhanden. Die Staubblätter sind mit den Kronblättern verwachsen und setzen meist auf halber Kronblattlänge an. Die meist zwei, selten vier bis fünf Fruchtblätter bilden den oberständigen Fruchtknoten; er ist oft durch falsche Scheidewände in vier Kammern geteilt.
Die Blütenformel lautet: {\displaystyle \star K_{(5)}\;[C_{(5)}\;A_{5}]\;G_{\underline {(2)}}}

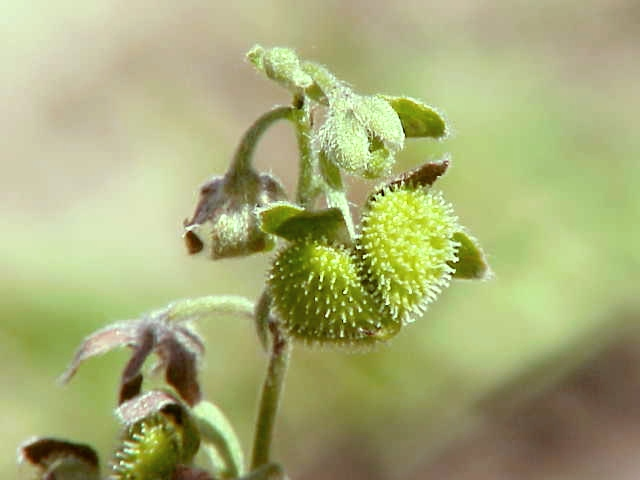
Klausenfrucht der Gewöhnlichen Hundszunge (Cynoglossum officinale)

Als Frucht werden meist vier einsamige Klausen gebildet, die nussartig entwickelt sind. Selten werden Steinfrüchte oder Kapselfrüchte gebildet.

## Systematik
Die Familie wurde 1789 unter dem Namen „Borragineae“ durch Antoine Laurent de Jussieu in Genera Plantarum, Seite 128 aufgestellt. Typusgattung ist Borago L.
Synonyme für Boraginaceae Juss. sind: Anchusaceae Vest, Buglossaceae Hoffmanns. & Link nom. illeg., Cordiaceae R.Br. ex Dum., Ehretiaceae Mart., Heliotropiaceae Schrad., Hoplestigmataceae Gilg, Hydrophyllaceae R.Br., Lennoaceae Solms, Onosmaceae Martinov., Sebestenaceae Vent. nom. illeg., Wellstediaceae Novák.

### Äußere Systematik
Die Boraginaceae bilden die einzige Familie der Ordnung Raublattartige (Boraginales) innerhalb der Euasteriden I.

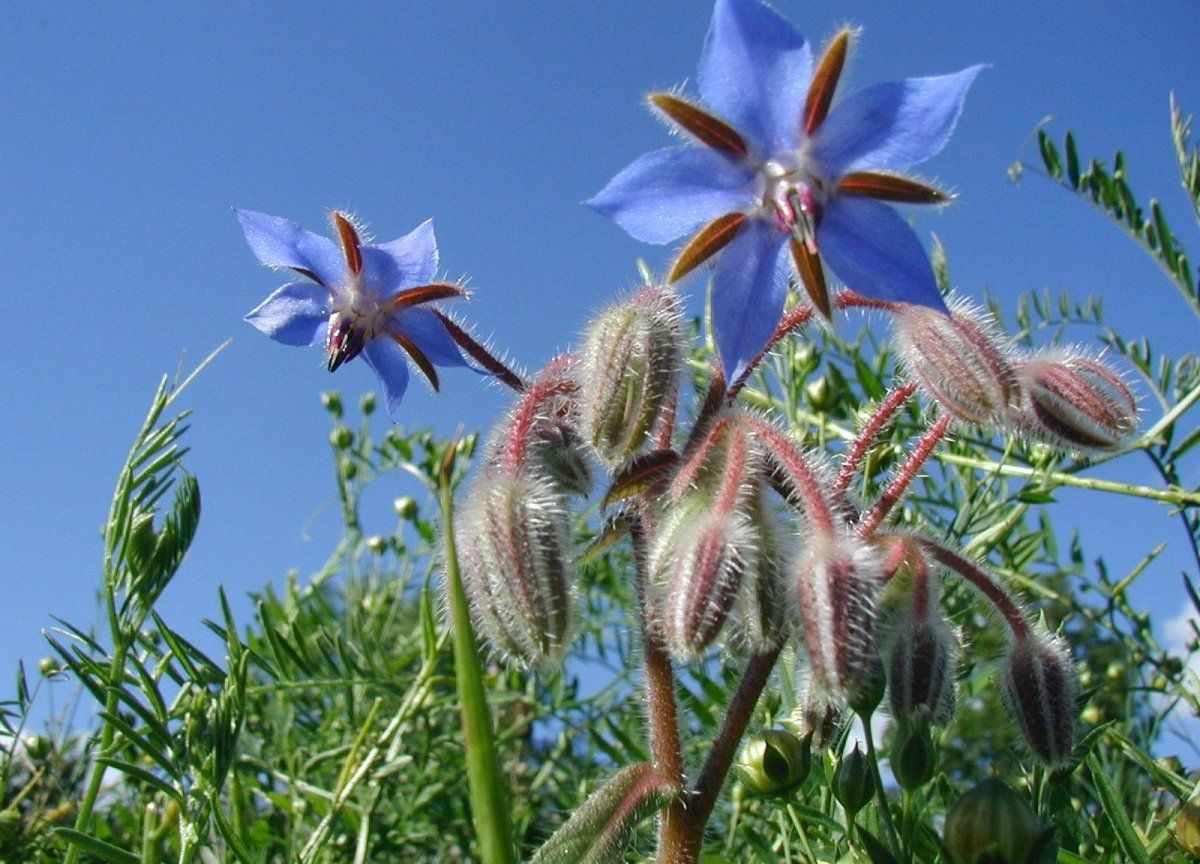
Tribus Boragineae: Borretsch (Borago officinalis)

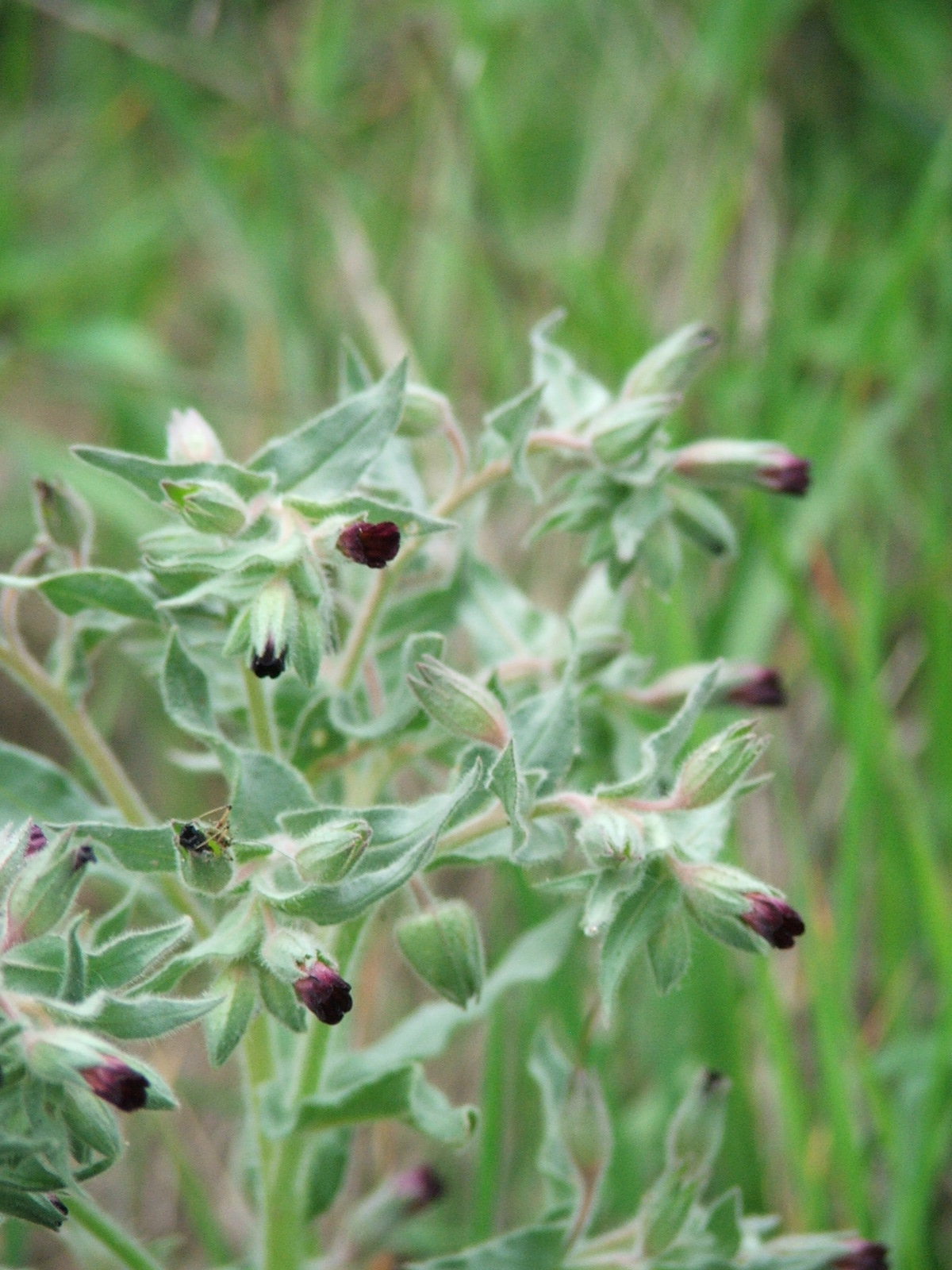
Tribus Boragineae: Braunes Mönchskraut (Nonea pulla)

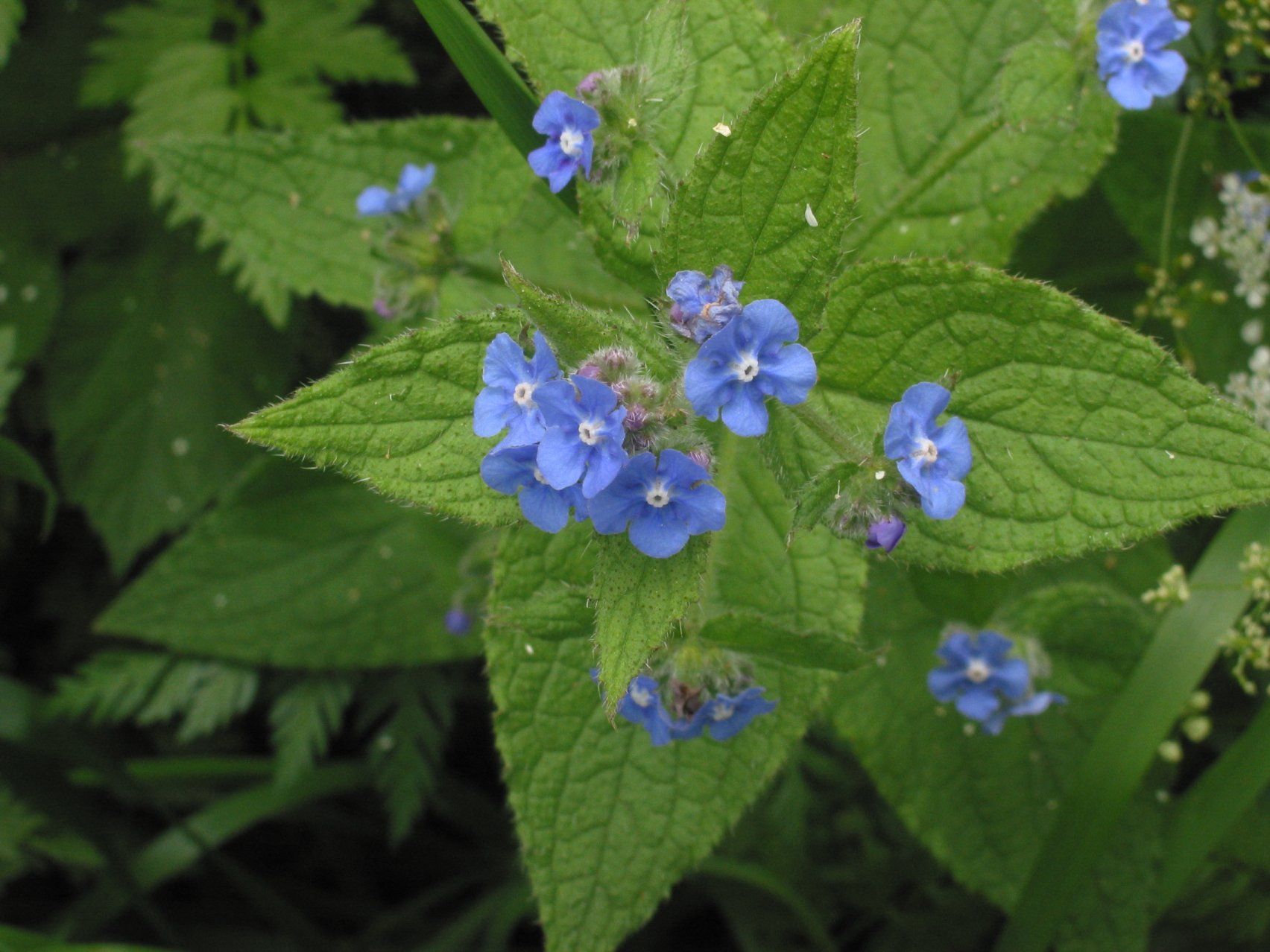
Tribus Boragineae: Ausdauernde Ochsenzunge (Pentaglottis sempervirens)

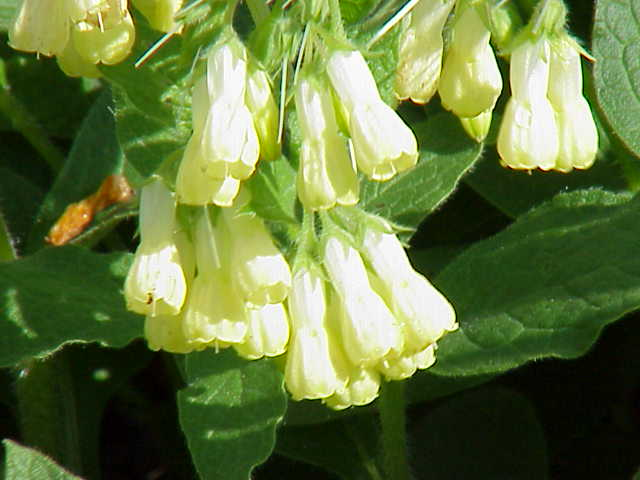
Tribus Boragineae: Knoten-Beinwell (Symphytum tuberosum)

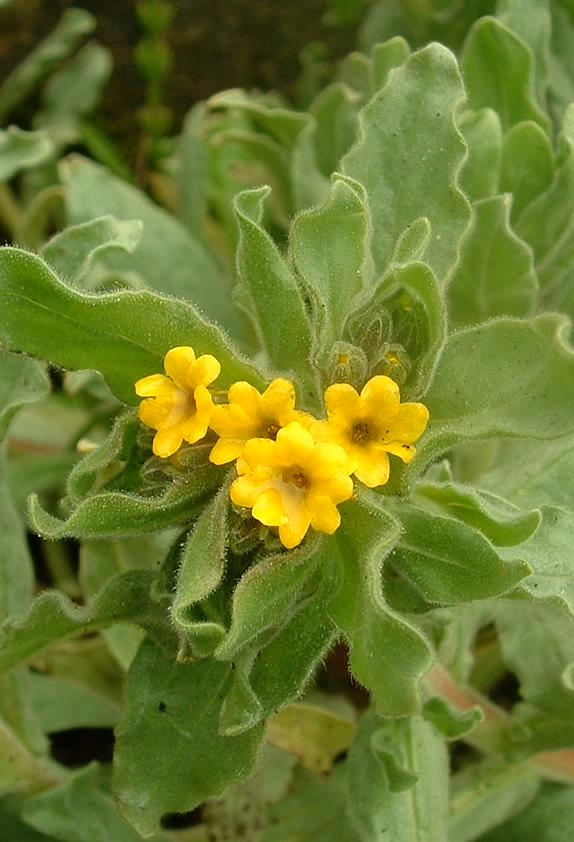
Tribus Lithospermeae: Alkanna orientalis

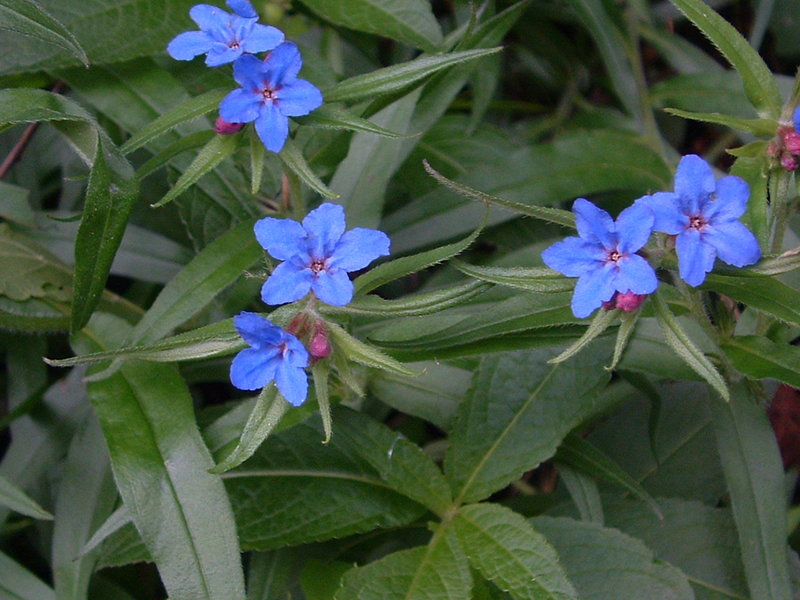
Tribus Lithospermeae: Blauroter Steinsame (Buglossoides purpurocaerulea)

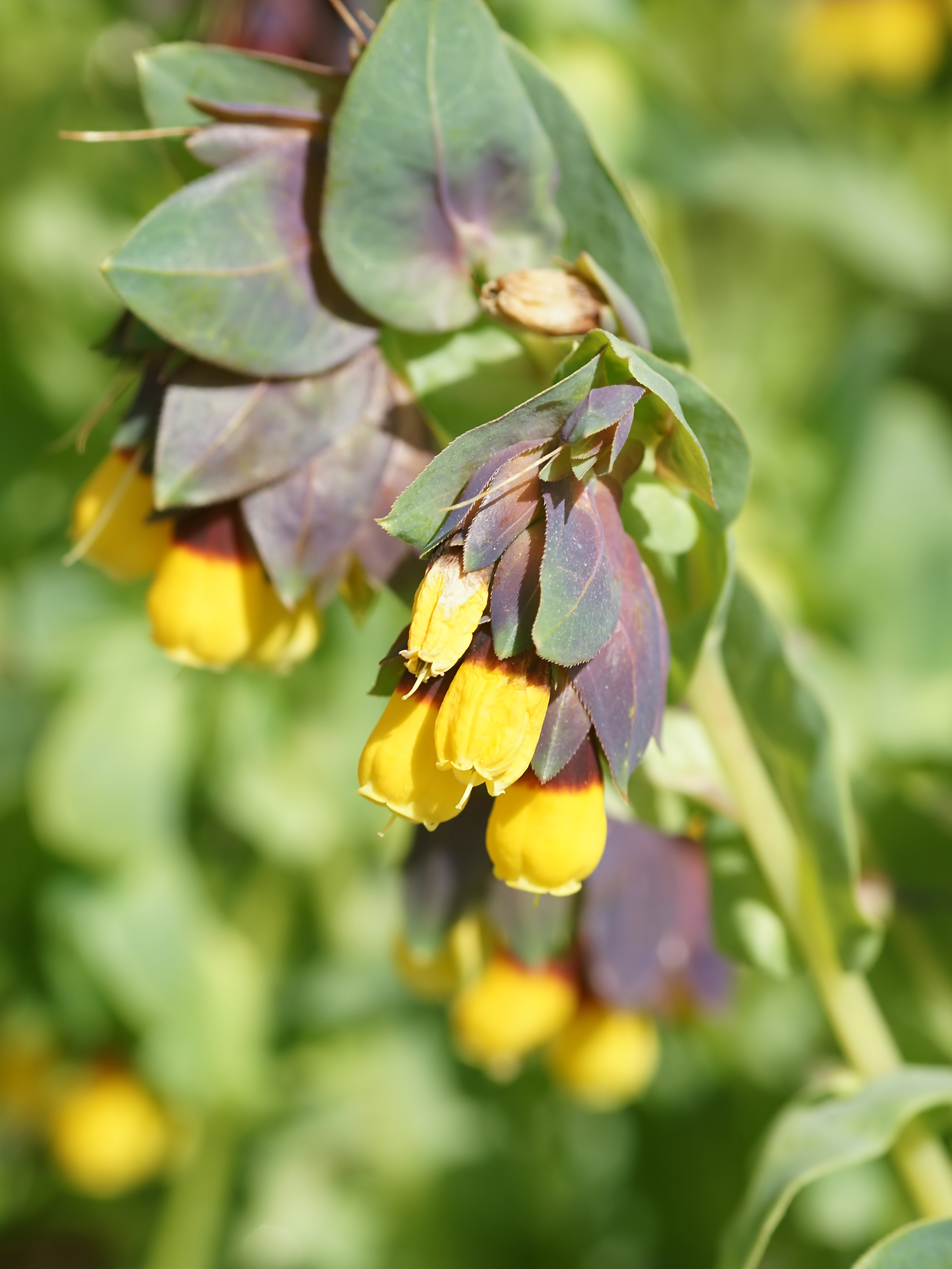
Tribus Lithospermeae: Große Wachsblume (Cerinthe major)

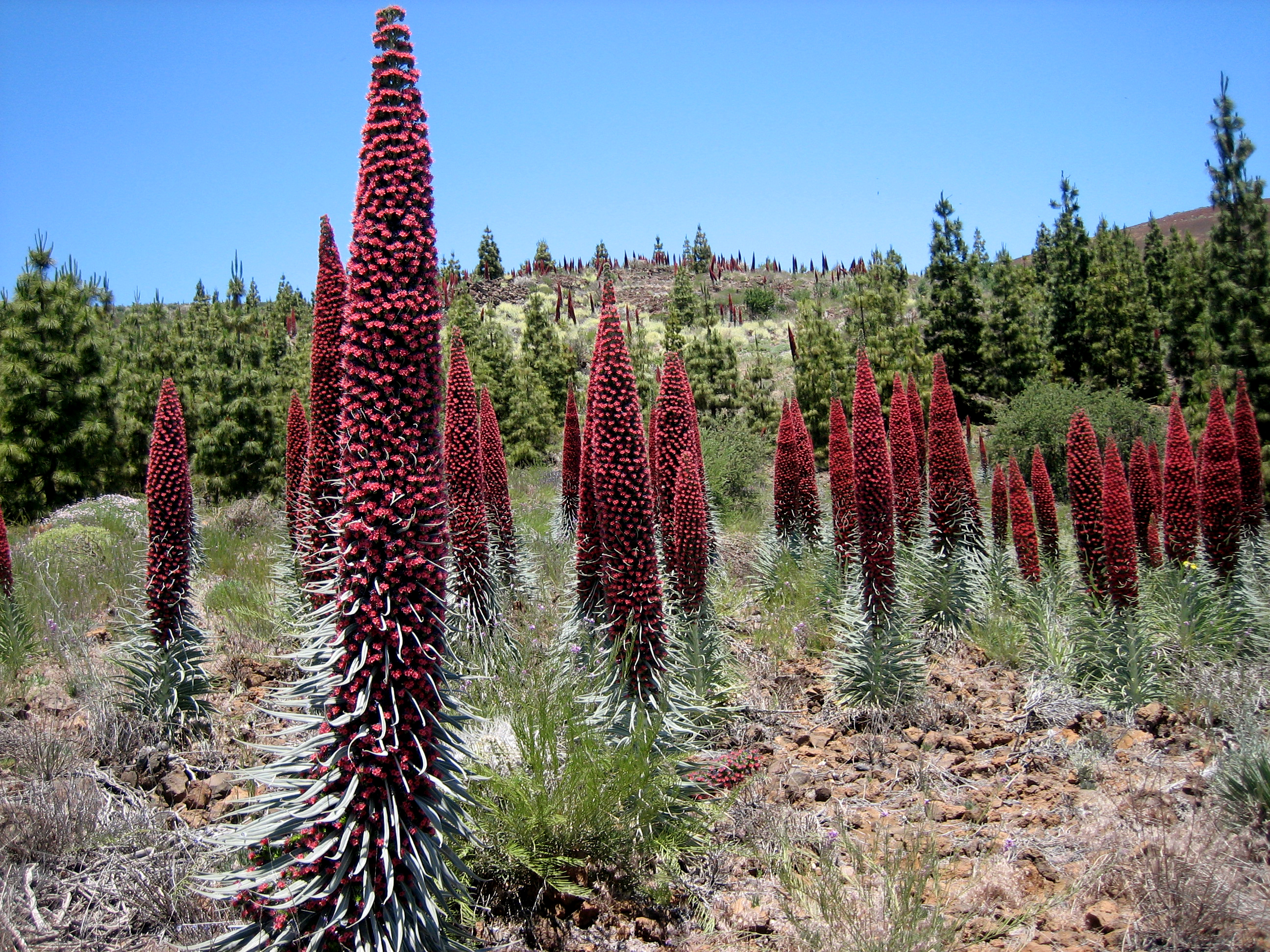
Tribus Lithospermeae: Wildprets Natternkopf (Echium wildpretii)

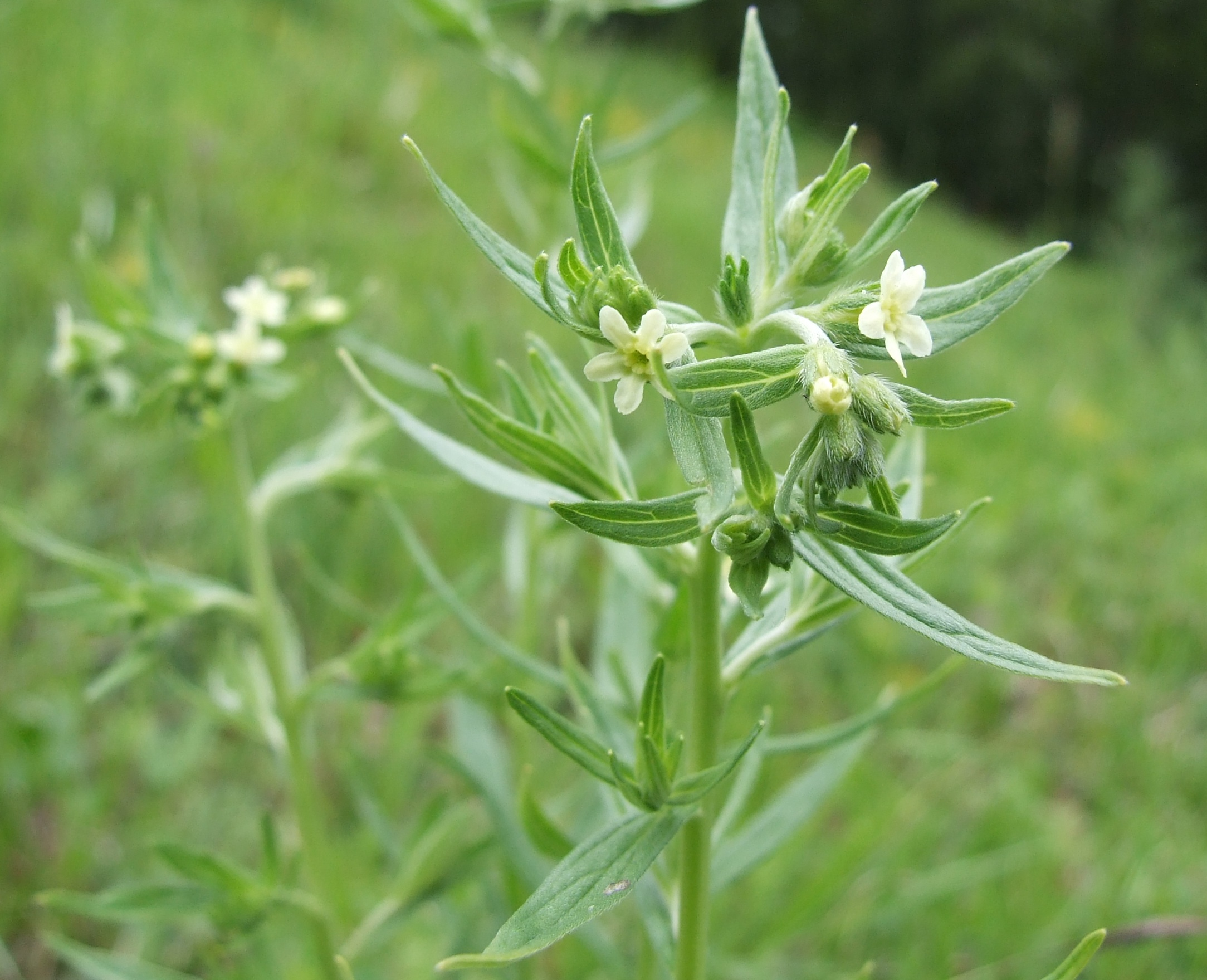
Tribus Lithospermeae: Echter Steinsame (Lithospermum officinale)

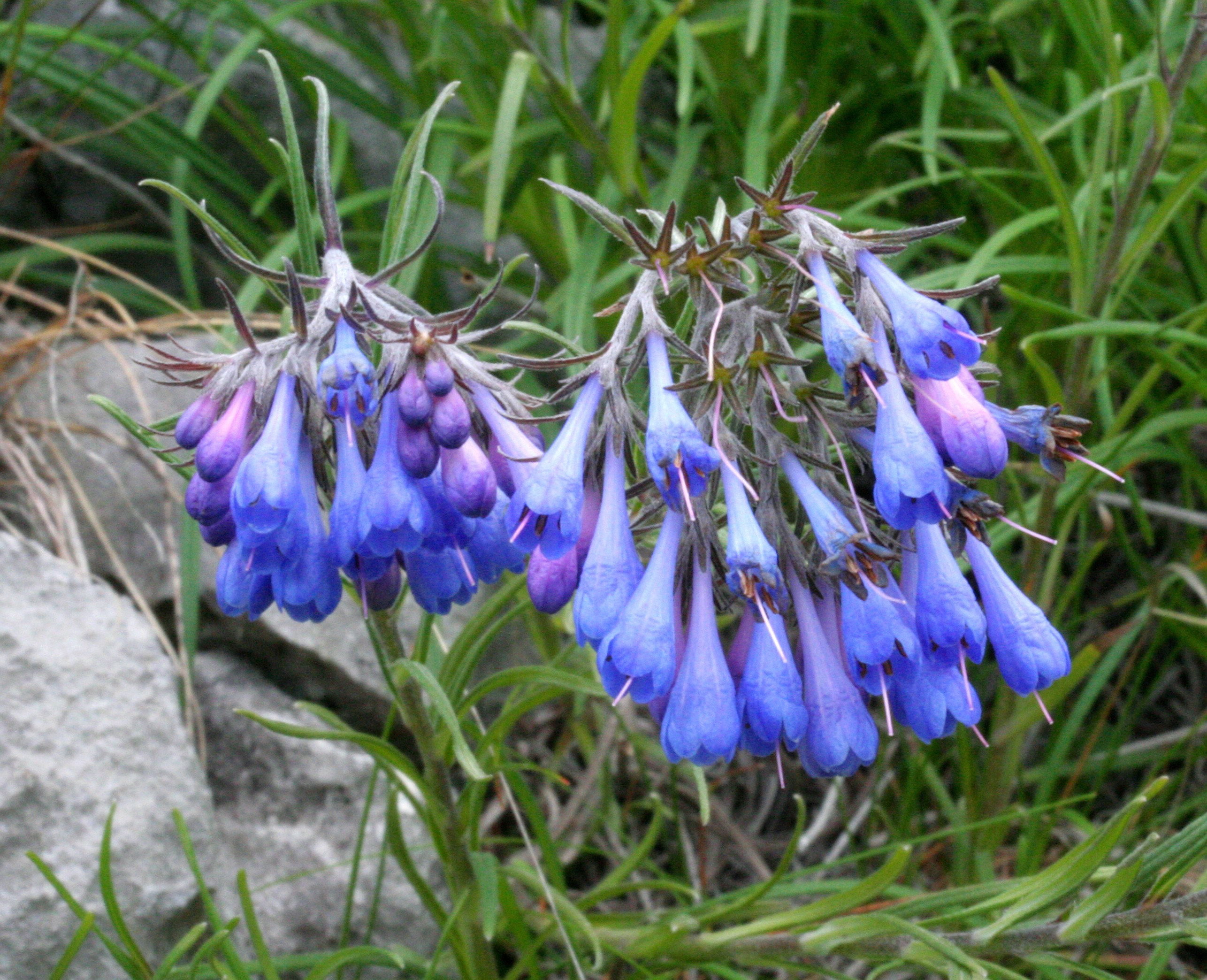
Tribus Lithospermeae: Moltkia suffruticosa

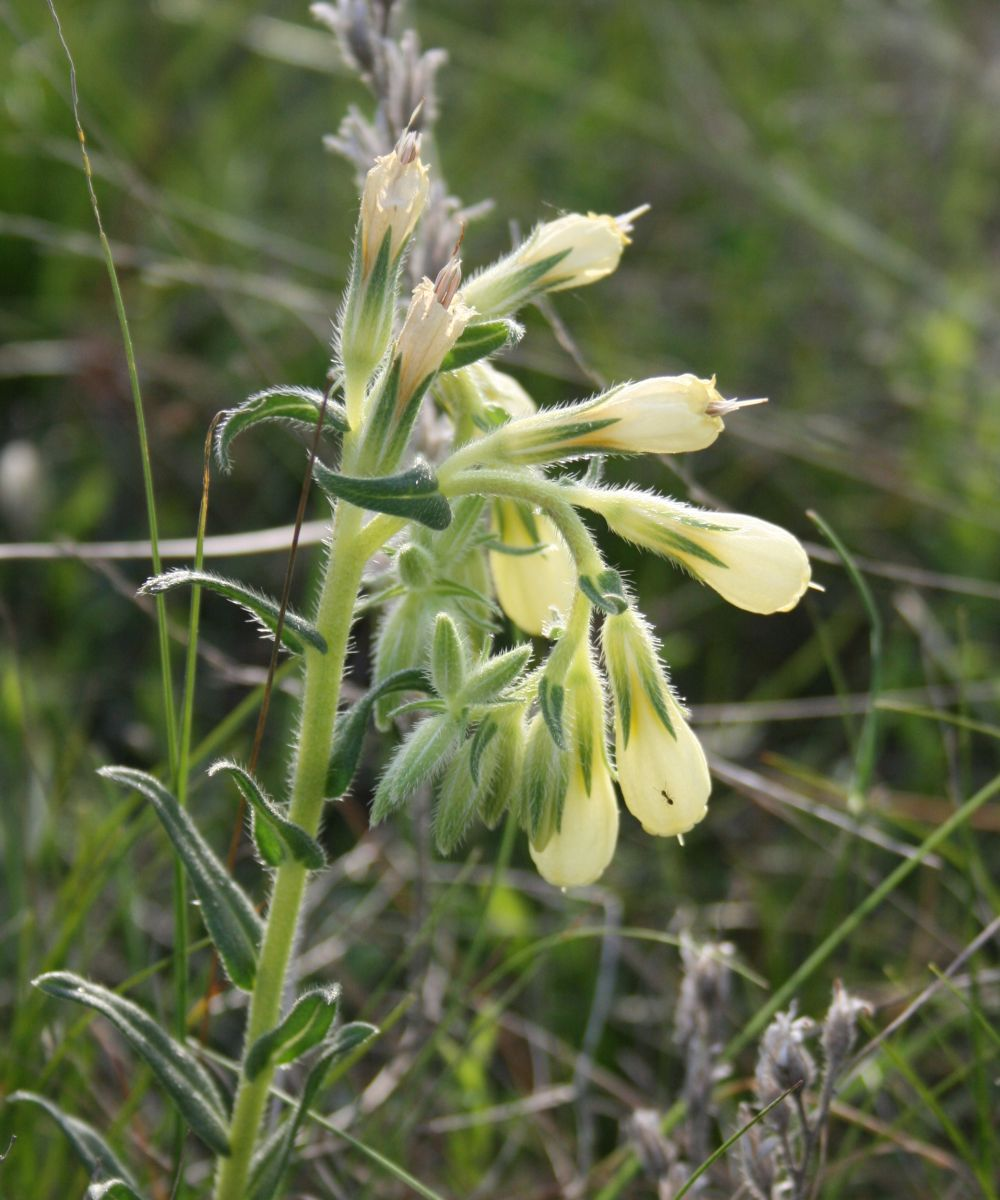
Tribus Lithospermeae: Natternkopf-Lotwurz (Onosma echioides)

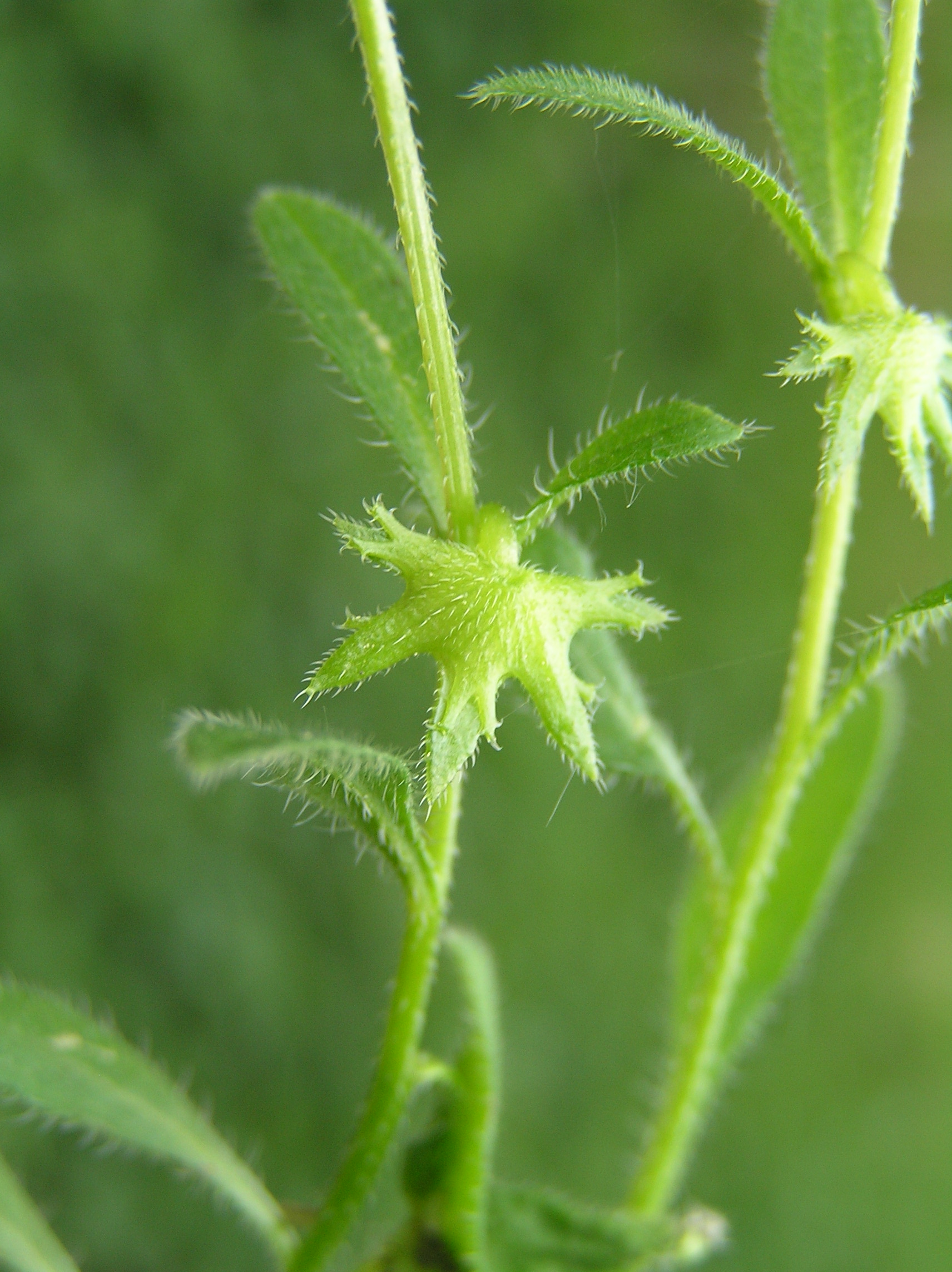
Tribus Asperugeae: Scharfkraut (Asperugo procumbens)

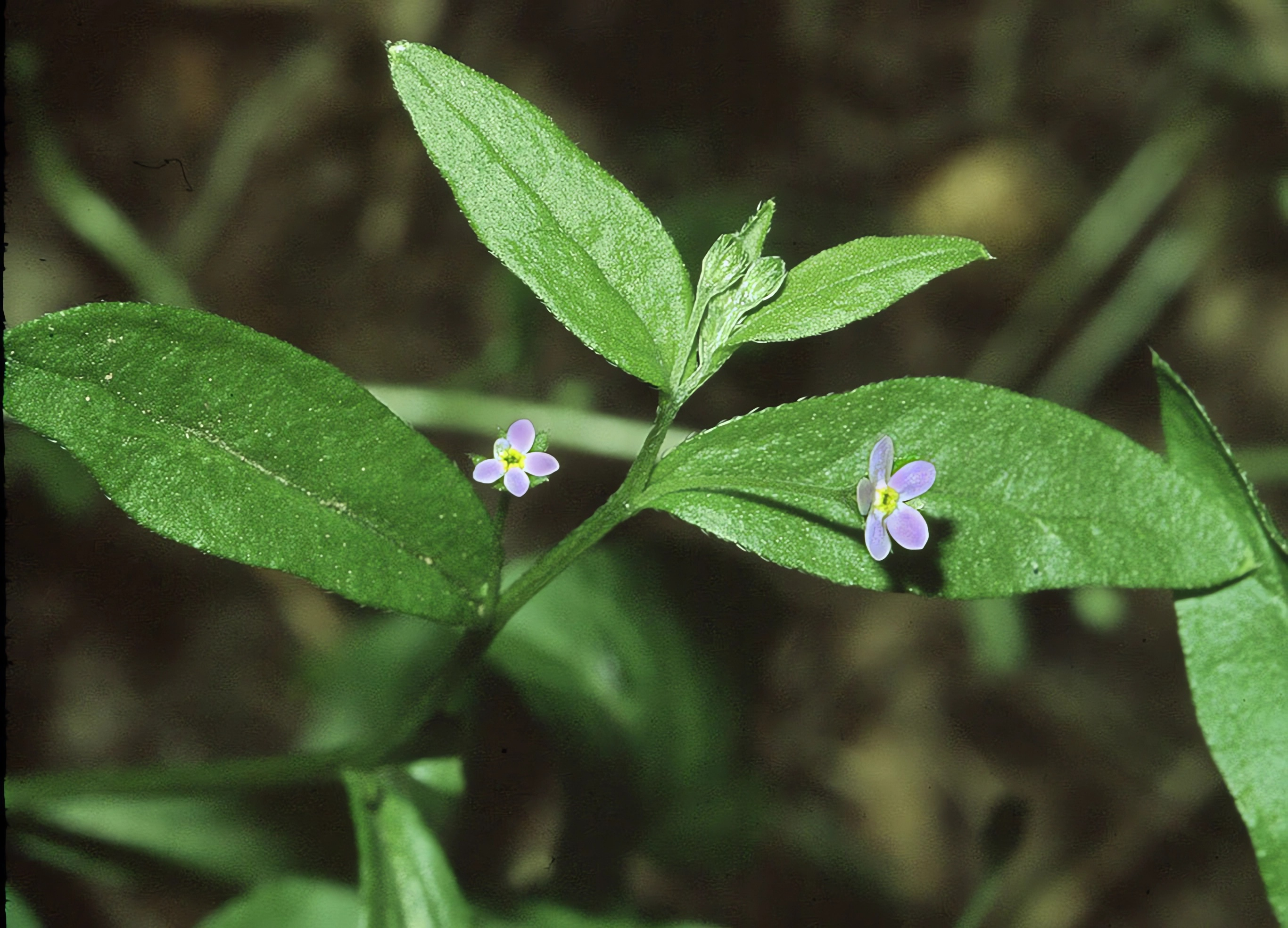
Tribus Asperugeae: Wald-Nabelnüsschen (Memoremea scorpioides)

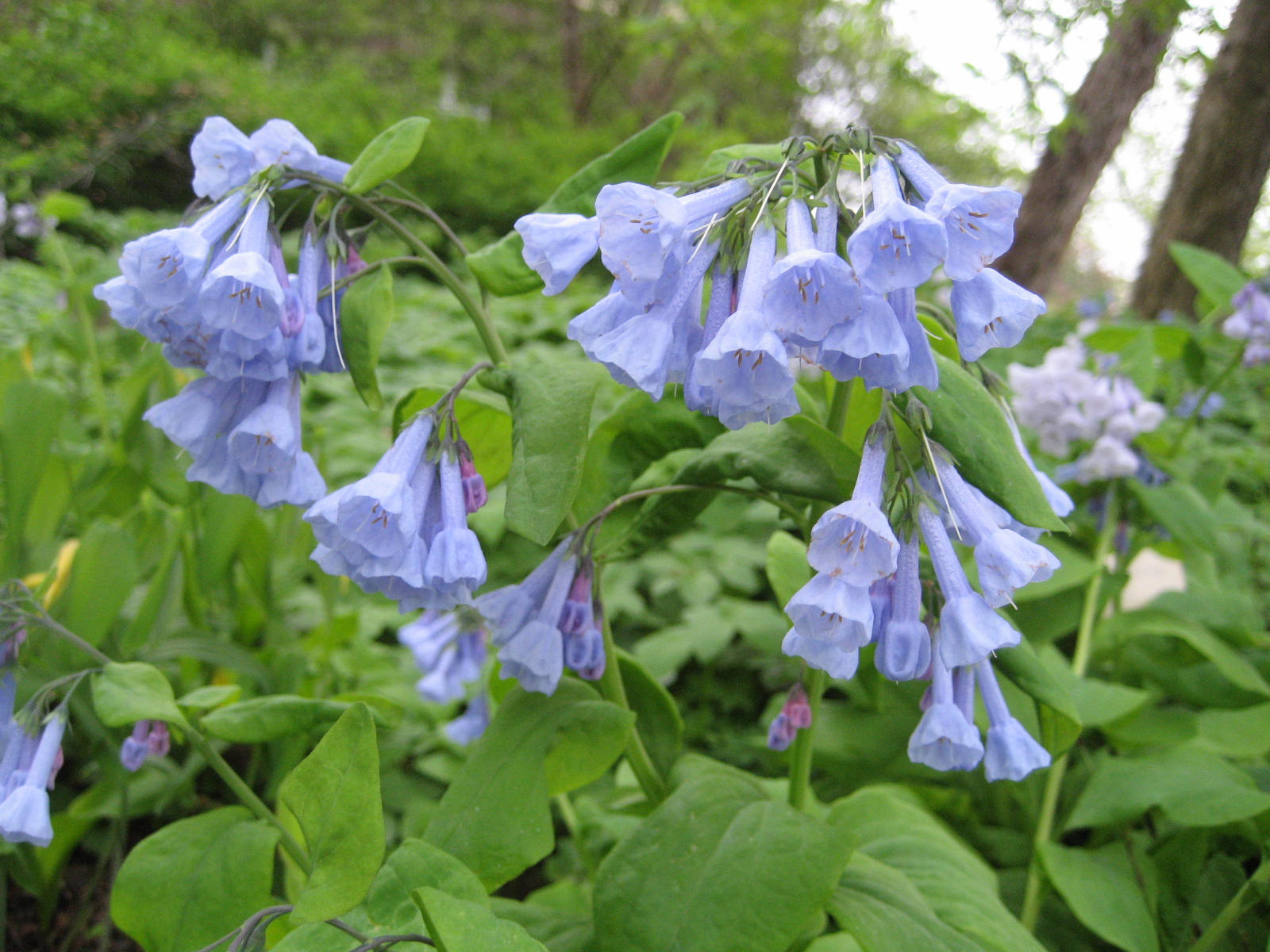
Tribus Asperugeae: Virginisches Blauglöckchen (Mertensia virginica)

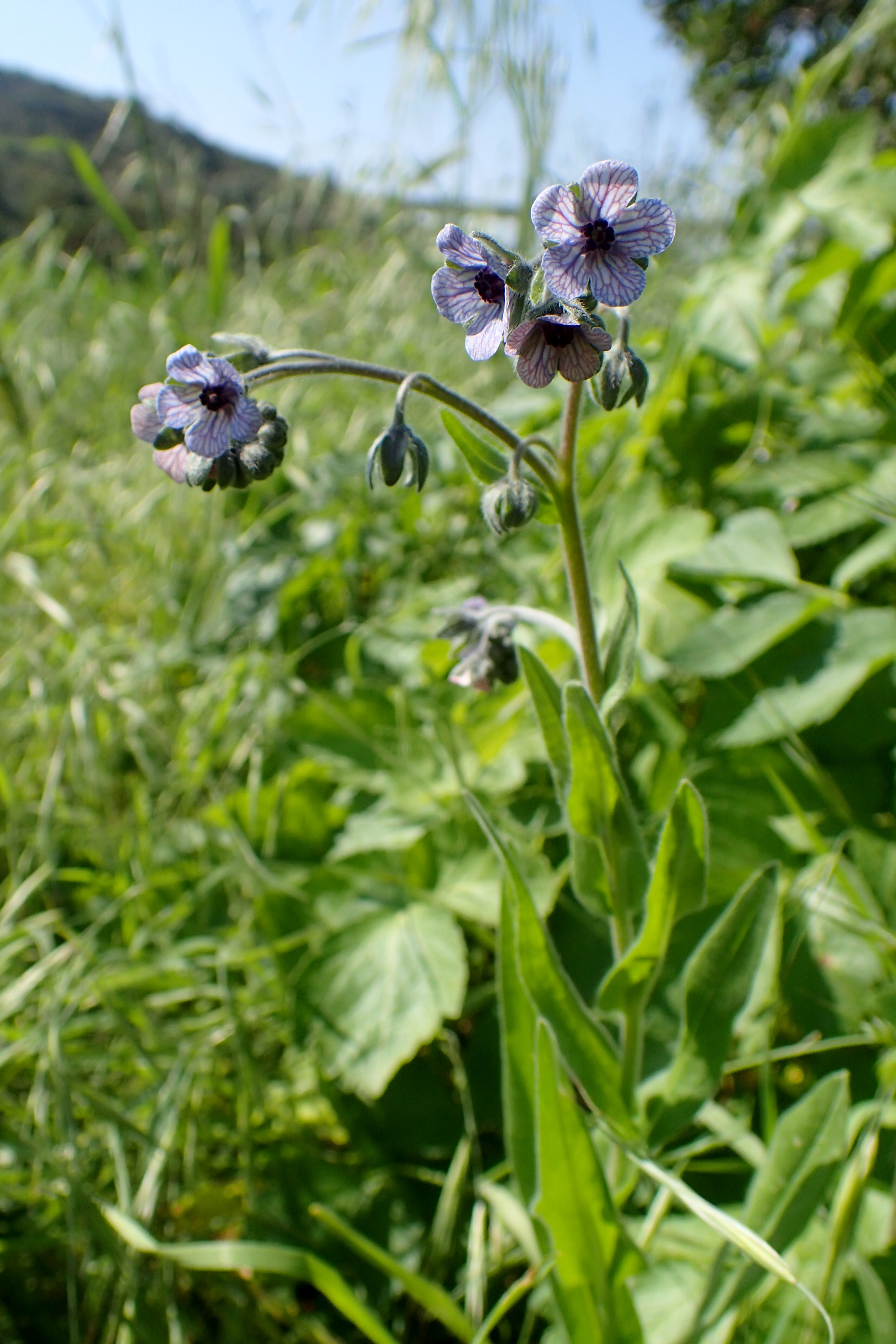
Tribus Cynoglosseae: Kretische Hundszunge (Cynoglossum creticum)

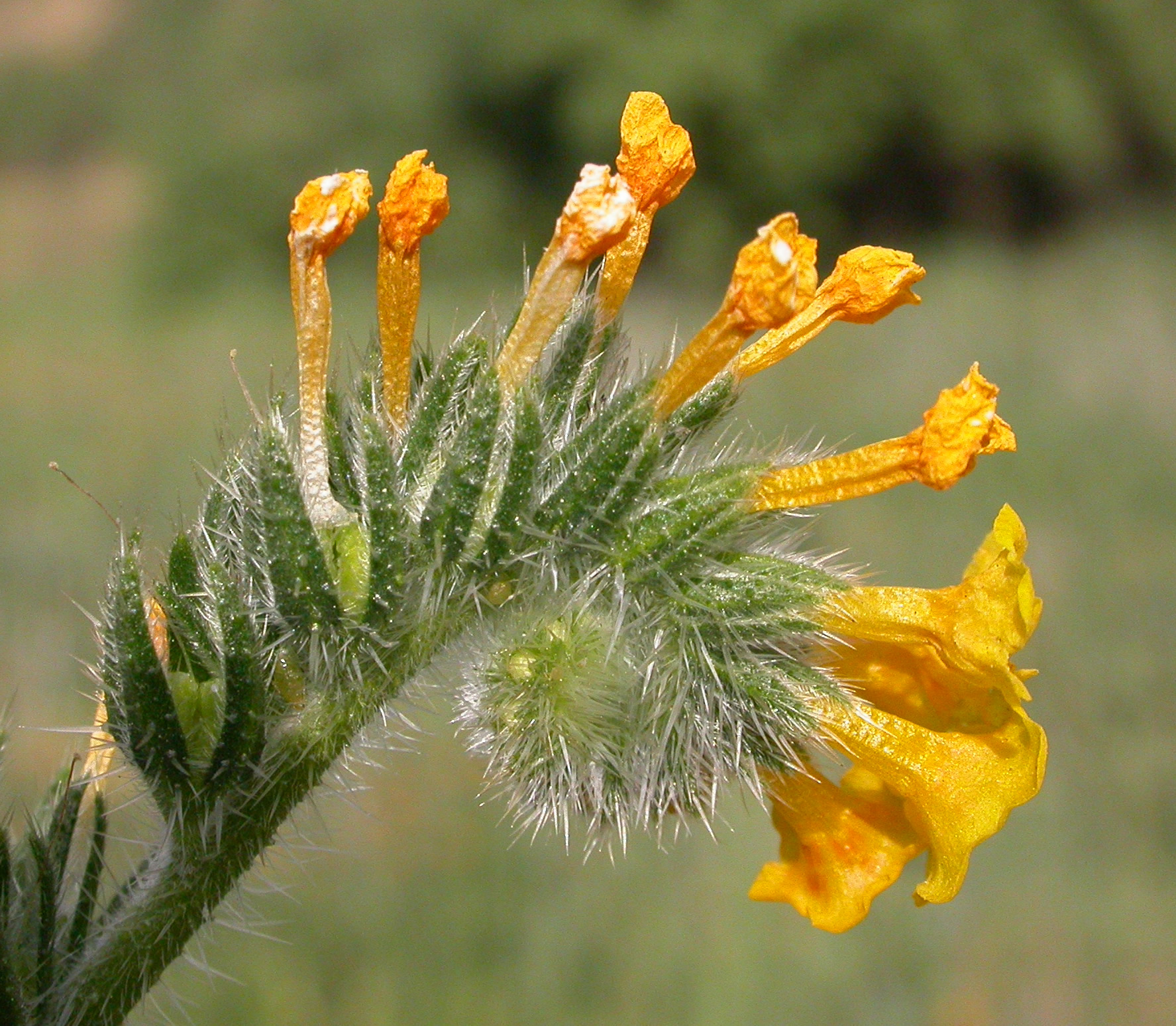
Tribus Cynoglosseae: Amsinckia intermedia

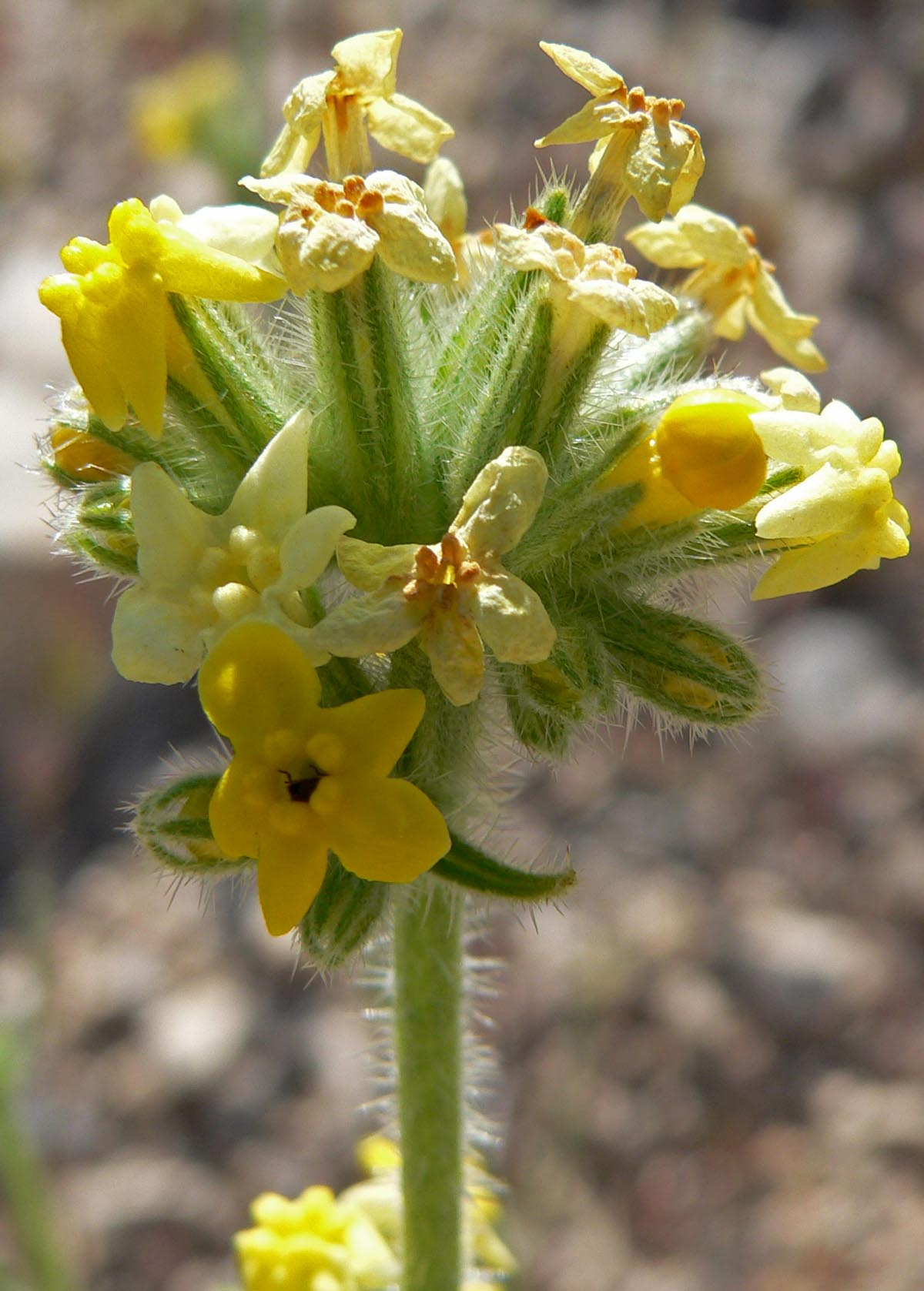
Tribus Cynoglosseae: Cryptantha confertiflora

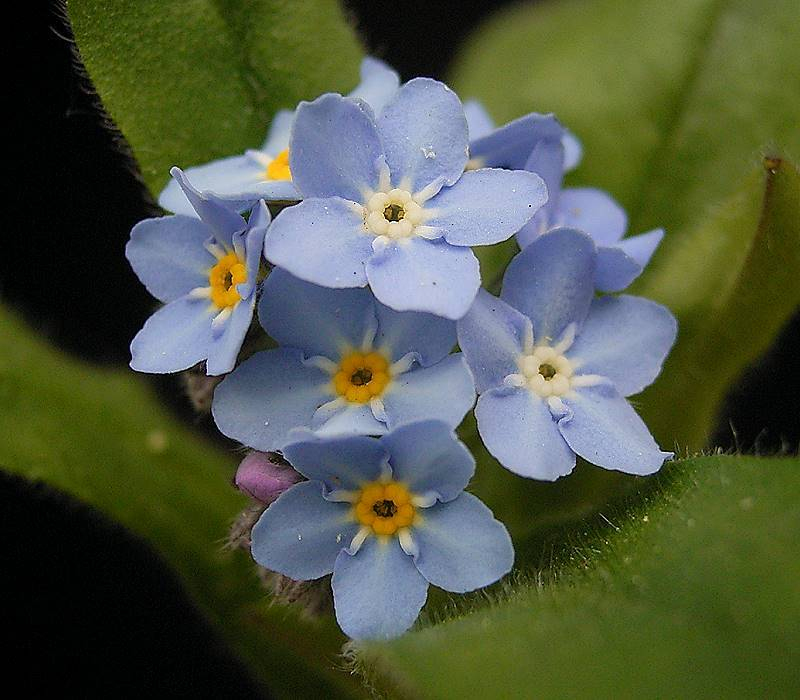
Tribus Myosotideae: Wald-Vergissmeinnicht (Myosotis sylvatica)

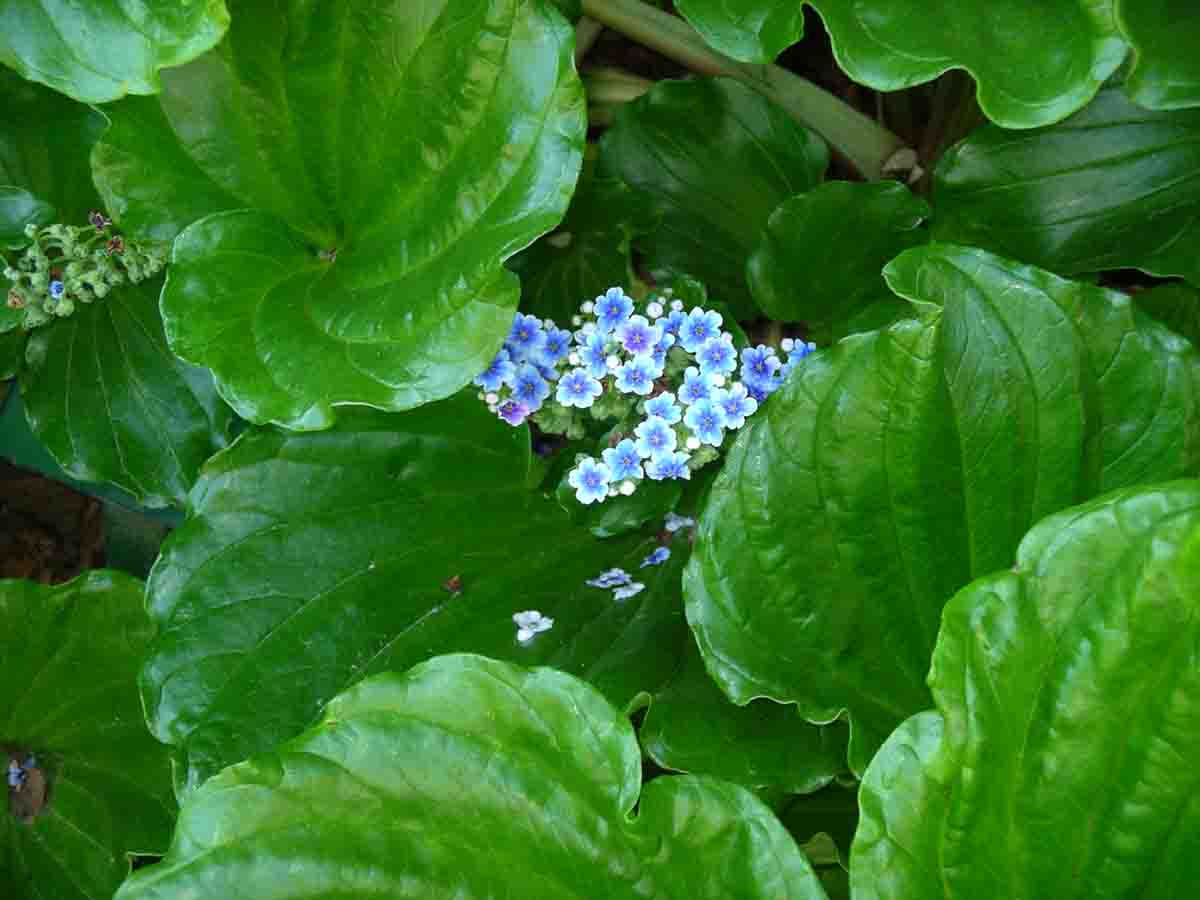
Tribus Omphalodeae: Myosotidium hortensia

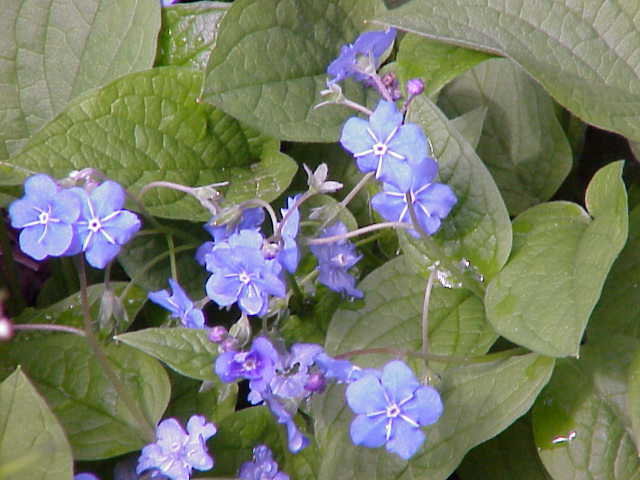
Tribus Omphalodeae: Frühlings-Nabelnüsschen (Omphalodes verna)

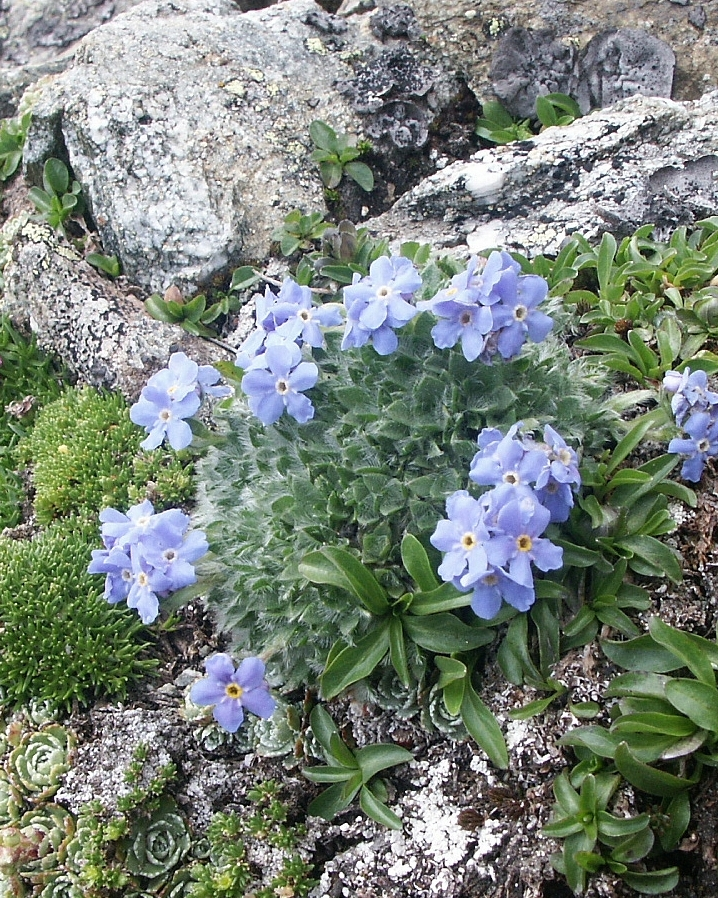
Tribus Rochelieae: Himmelsherold (Eritrichium nanum)

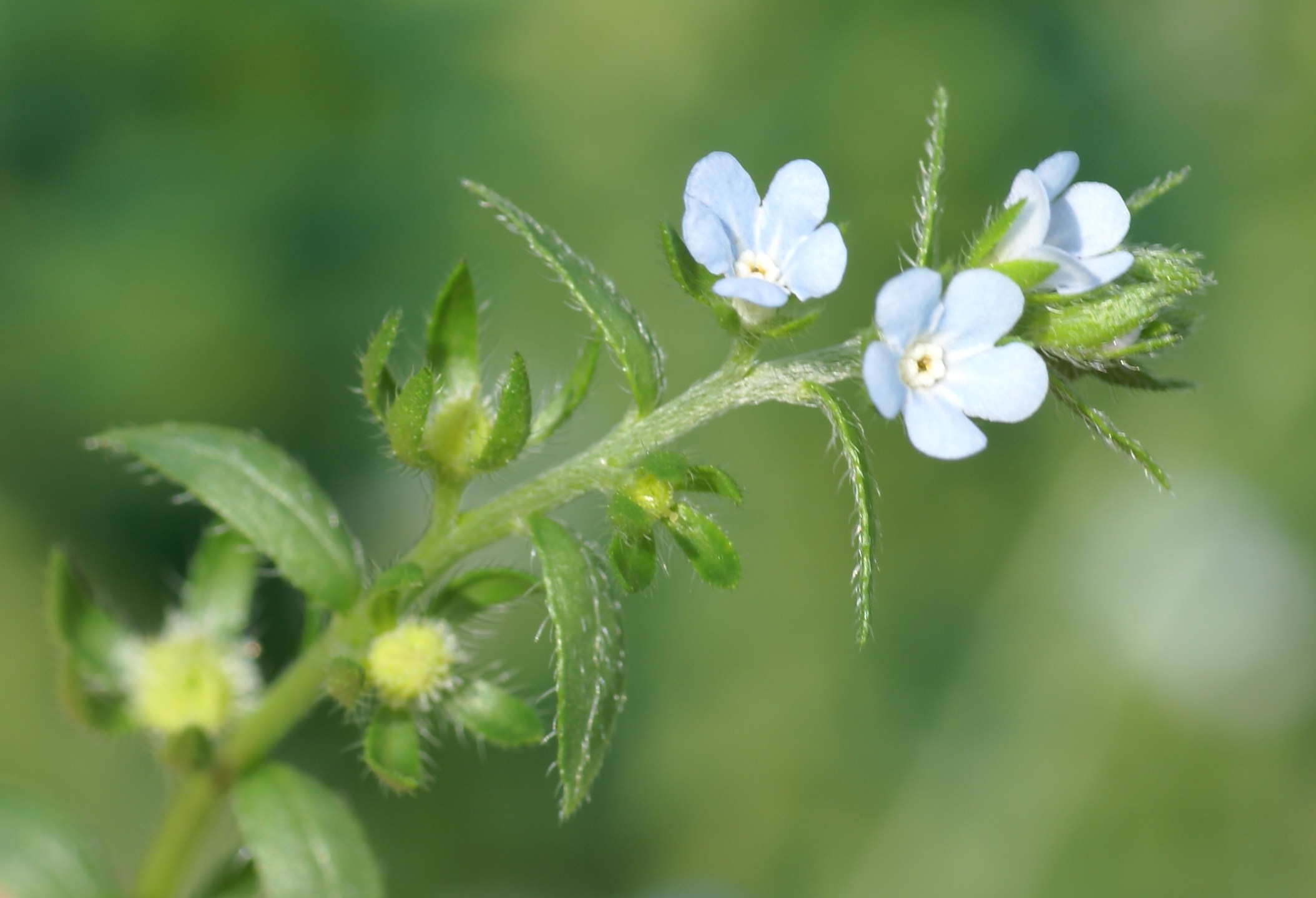
Tribus Rochelieae: Kletten-Igelsame (Lappula squarrosa)

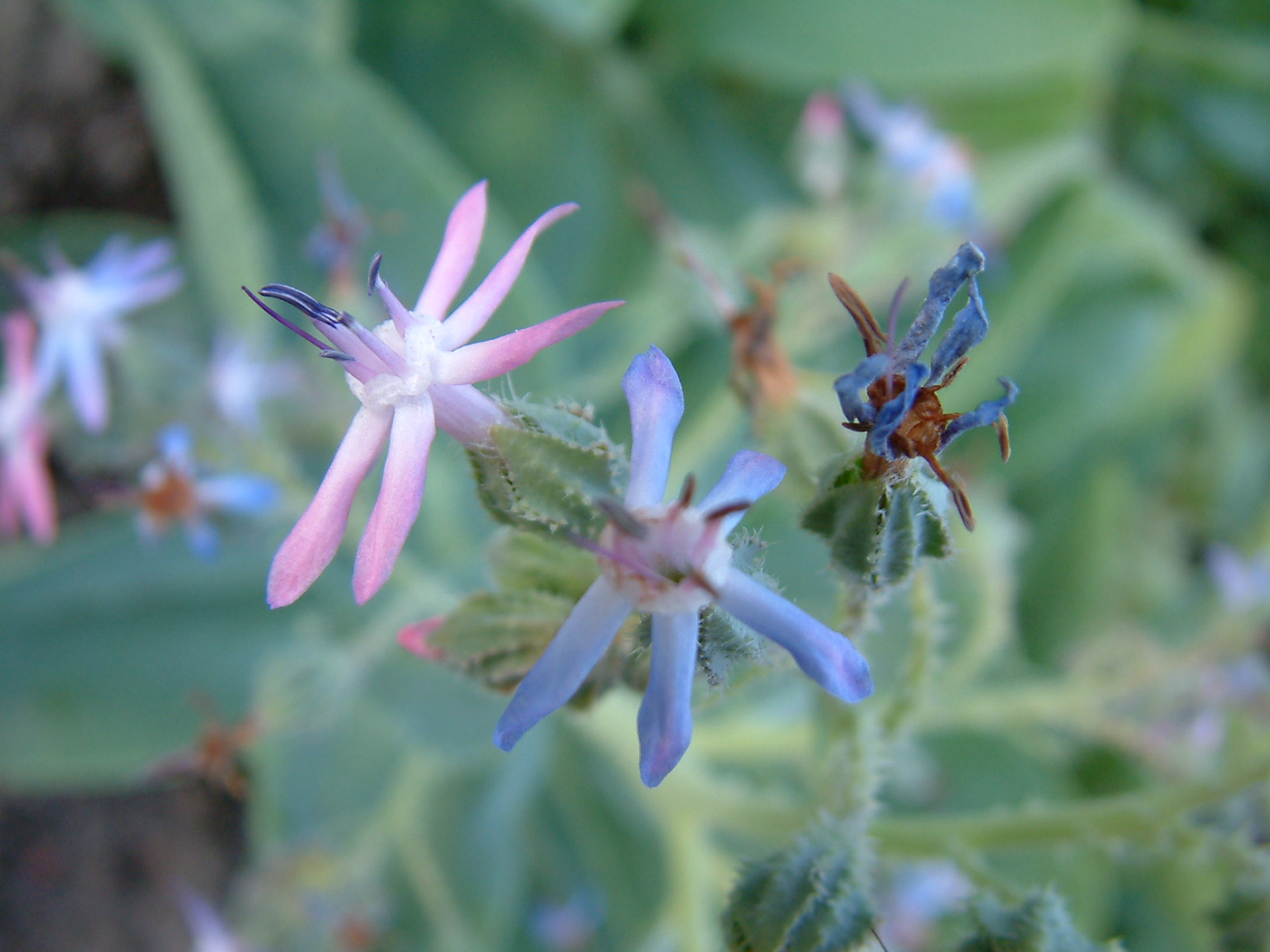
Tribus Trichodesmeae: Caccinia crassifolia

### Innere Systematik
Die Familie Boraginaceae wird 2009 in sechs Unterfamilien gegliedert und enthält 148 bis 156 Gattungen mit etwa 2740 Arten:
- Unterfamilie Boraginoideae Arn.:[7] Sie enthält 2016 nur noch etwa 40 Gattungen mit nur noch etwa 606 Arten.[7] Es sind alles krautige Pflanzen, deren Heimat hauptsächlich die gemäßigten Gebieten der Nordhalbkugel sind. Eine große Zahl der Arten dieser Unterfamilie verändert die Farbe der Kronblätter während des Alterns (von Rosafarben nach Blau, oder von Gelb nach Rosafarben und dann Blau, oder von Gelb nach Weiß). Viele Arten dieser Unterfamilien weisen die charakteristische Behaarung von Laubblättern und Stängeln auf:
  - Tribus Boragineae Bercht. & J.Presl (Syn.: Anchuseae DC.)[8]: Sie ist seit 2012 in zwei Subtriben gegliedert und enthält etwa 17 Gattungen mit etwa 160 Arten:
    - Untertribus Boragininae G.Don (Syn.: Anchusinae Dumort., Pulmonarinae Dumort., Symphytinae D.Don): Sie enthält etwa 15 Gattungen mit etwa 140 Arten:[7]
      - Ochsenzungen (Anchusa L., Syn.: Buglossum Mill.):[7] Die 30 bis 50 Arten sind hauptsächlich im Mittelmeerraum, darüber hinaus auch im übrigen Europa, im westlichen Asien, in Nord- und Südafrika verbreitet.
      - Anchusella Bigazzi, E.Nardi & Selvi: Sie wurde 1997 aufgestellt[7] und enthält nur zwei Arten, die im zentralen-östlichen Mittelmeerraum vorkommen.
      - Borretsch (Borago L., Syn.: Buglossites Moris):[7] Sie ist in zwei Untergattungen gegliedert und ihre fünf Arten kommen im südwestlichen Mittelmeerraum vor.[9]
      - Brunnera Steven:[7] Die drei bis vier Arten sind von Westasien über die Kaukasusregion bis Sibirien verbreitet; beispielsweise:
        - Großblättriges Kaukasusvergissmeinnicht (Brunnera macrophylla (Adams) I.M.Johnst.)

      - Cynoglottis (Guşul.) Vural & Kit Tan:[7] Die bis zu vier Arten sind in Südosteuropa und der Türkei verbreitet.
      - Gastrocotyle Bunge:[7] Die nur zwei Arten sind von Nordafrika bis zum Indischen Subkontinent und dem westlichen China verbreitet.[5]
      - Hormuzakia Guşul.:[7] Die bis zu drei Arten sind im Mittelmeerraum beheimatet.
      - Lycopsis L. (Syn.: Buglossa Gray, Echioides Fabr., Oskampia Baill. nom. illeg. non Oskampia Moench):[7] Sie enthält beispielsweise:
        - Ackerkrummhals (Lycopsis arvensis L., Syn.: Anchusa arvensis (L.) M.Bieb.)
        - Lycopsis orientalis L. (Syn.: Anchusa ovata Lehm., Anchusa orientalis (L.) Rchb. non L.)

      - Melanortocarya Selvi, Bigazzi, Hilger & Papini: Sie wurde 2006 aufgestellt.[7]
      - Mönchskräuter (Nonea Medik., Syn.: Elizaldia Willk., Massartina Maire, Nephrocarya P.Candargy):[7] Die etwa 35 Arten sind in Zentral- und Südosteuropa sowie Nordafrika und ostwärts bis in das südliche Sibirien, das westliche China und die Himalayaregion verbreitet.[5] Darunter:
        - Braunes Mönchskraut (Nonea pulla DC.)
        - Gelbes Mönchskraut (Nonea lutea (Desr.) DC.): Aus dem Iran, Türkei, Transkaukasus, Russland und Ukraine.

      - Pentaglottis Tausch (Syn.: Caryolopha Fisch. & Trautv. nom. illeg. superfl.):[7] Sie enthält nur eine Art:[8][7]
        - Ausdauernde Ochsenzunge (Pentaglottis sempervirens (L.) L.H.Bailey, Syn.: Anchusa sempervirens L.): Die Heimat liegt in Frankreich, Spanien und Portugal. Die Blüten können roh gegessen werden.[10]

      - Phyllocara Guşul.:[7] Sie enthält nur eine Art:[7]
        - Phyllocara aucheri (A.DC.) Guşul. (Syn.: Anchusa aucheri A.DC.): Es ist eine einjährige Art in Anatolien.[8]

      - Lungenkräuter (Pulmonaria L., Syn.: Bessera Schult., Paraskevia W.Sauer & G.Sauer):[7] Die etwa 14 bis 20 Arten sind in Europa und Zentralasien verbreitet.
      - Beinwell (Symphytum L., Syn.: Procopiania Guşul., ×Procopiphytum Pawł.):[7] Die etwa 40 Arten sind vorwiegend in Eurasien und in Nordafrika verbreitet.
      - Stomotechium Lehm.: Sie enthält nur eine Art:
        - Stomotechium papillosum Lehm.: Sie ist im südlichen Afrika verbreitet.

      - Trachystemon D.Don (Syn.: Nordmannia Ledeb. ex Nordm., Psilostemon DC.):[7] Sie enthält nur eine Art:[8][7]
        - Orientalischer Rauling (Trachystemon orientalis) (L.) G.Don (Syn.: Nordmannia cordifolia Ledeb. ex Nordm., Psilostemon orientalis (L.) DC.): Sie ist in Südosteuropa, der Türkei und der Kaukasusregion verbreitet.[4]

    - Untertribus Moritziinae Weigend: Sie wurde 2016 aufgestellt und enthält nur zwei Gattungen:[7]
      - Moritzia DC. ex Meisn. (Syn.: Meratia A.DC. nom. illeg. non Meratia Cassini):[7]
      - Thaumatocaryon Baill.:[7] Die etwa drei Arten[11] sind in Brasilien und Paraguay verbreitet.

  - Tribus Lithospermeae Dumort. (Syn.: Alkanninae Popov ex Riedl, Cerintheae Dumort., Echieae Dumort., Echiinae DC., Moltkiopsidinae Riedl):[7] Sie enthält 2016 etwa 25 Gattungen mit nur noch etwa 460 Arten.[7]
    - Aegonychon Gray (Syn.: Margarospermum (Rchb.) Opiz, Rhytispermum Link)[7]
    - Alkanna Tausch (Syn.: Baphorhiza Link, Camptocarpus Decne., Campylocaryum DC. ex A.DC., Onochilis Mart.):[7] Die 30 bis 50 Arten sind von Südeuropa bis Nordafrika und bis in den Iran verbreitet.
    - Ancistrocarya Maxim.:[7] Sie enthält nur eine Art:
      - Ancistrocarya japonica Maxim.: Sie gedeiht in sommergrünen Wäldern in Höhenlagen von 300 bis 1300 Metern nur auf den japanischen Inseln Honshu, Shikoku sowie Kyushu.[12]

    - Arnebia Forssk. (Syn.: Arnebiola Chiov., Dioclea Spreng., Leptanthe Klotzsch, Macrotomia DC., Meneghinia Endl., Munbya Boiss., Strobila G.Don, Tetaris Lindl., Toxostigma A.Rich.):[7] Die etwa 30 Arten[7] sind in Europa, in Afrika und im westlichen Asien und Zentralasien verbreitet.[5]
    - Rindszungen (Buglossoides Moench),[7] (auch Steinsamen genannt, früher eine gemeinsame Gattung mit Lithospermum L.): Die etwa elf[7] Arten sind im gemäßigten Eurasien verbreitet.
    - Wachsblumen (Cerinthe L.):[7] Das Verbreitungsgebiet der sieben bis zehn Arten[7] erstreckt sich von Mittel-, Süd- und Osteuropa bis nach Nordafrika und Vorderasien.
    - Choriantha Riedl: Sie enthält nur eine Art:
      - Choriantha popoviana Riedl: Sie kommt in Westasien vor.

    - Cystostemon Balf.f. (Syn.: Cystistemon Post & Kuntze, Vaupelia Brand): Die etwa 15 Arten[7] kommen im östlichen Afrika und im Jemen vor.
    - Echiostachys Levyns:[7] Sie enthält etwa drei Arten.
    - Natternköpfe (Echium L., Syn.: Argyrexias Raf., Isoplesion Raf., Larephes Raf., Megacaryon Boiss., Stomotechium Lehm.): Die etwa 60 Arten[7] sind in Europa, Vorderasien, Nordafrika und Makaronesien verbreitet.
    - Glandora D.C.Thomas & Weigend & Hilger: Sie wurde 2008 aufgestellt[7] und die etwa sechs Arten[7] sind im Mittelmeerraum[13] verbreitet.
    - Halacsya Dörfl. (Syn.: Zwackhia Sendtn.):[7] Sie enthält nur eine Art:
      - Halacsya sendtneri Dörfl.: Die Heimat ist Südosteuropa.[4]

    - Huynhia Greuter (Syn.: Aipyanthus Steven, Echioides Ortega):[7] Sie enthält nur eine Art:[4]
      - Huynhia pulchra (Roem. & Schult.) Greuter & Burdet[11]: Sie kommt von Westasien und die Kaukasusregion vor.[4]

    - Lithodora Griseb.:[7] Von den etwa vier Arten sind drei im Mittelmeerraum verbreitet[13] und eine kommt in China vor, beispielsweise:
      - Strauchiger Steinsame (Lithodora fruticosa (L.) Griseb.)
      - Borstiger Steinsame (Lithodora hispidula (Sm.) Griseb.)

    - Steinsamen (Lithospermum L., Syn.: Batschia J.F.Gmel., Cyphorima Raf., Lasiarrhenum I.M.Johnst., Macromeria D.Don, Nomosa I.M.Johnst., Onosmodium Michx., Osmodium Raf. nom. illeg. superfl., Pentalophus A.DC., Perittostema I.M.Johnst., Psilolaemus I.M.Johnst., Purshia Spreng. nom. illeg. non Purshia DC. ex Poir., Ulugbekia Zakirov):[7] Sie ist mit etwa 80 Arten[7] außer Australien weltweit verbreitet.
    - Lobostemon Lehm. (Syn.: Echiopsis Rchb., Isorium Raf., Lobostema Spreng., Oplexion Raf., Penthysa Raf., Traxara Raf.):[7] Die etwa 21 Arten sind im südlichen Afrika verbreitet.
    - Maharanga A.DC.:[7] Die etwa neun Arten sind in China, Bhutan, Indien, Nepal und Thailand verbreitet.
    - Mairetis I.M.Johnst.:[7] Sie enthält nur eine Art:[7]
      - Mairetis microsperma (Boiss.) I.M.Johnst.: Sie kommt in Marokko und auf Kanarischen Inseln vor.

    - Moltkia Lehm. (Syn.: Gymnoleima Decne.): Die etwa sechs Arten[7] kommen in Südosteuropa, Vorderasien und möglicherweise in Nordafrika vor.
      - Moltkia petraea (Tratt.) Grieseb.: Aus Albanien, Jugoslawien und Griechenland.

    - Moltkiopsis I.M.Johnst.:[7] Sie enthält nur eine Art:
      - Moltkiopsis ciliata I.M.Johnst.: Sie ist vom nordwestlichen Afrika über die Arabische Halbinsel bis in den Iran verbreitet.

    - Neatostema I.M.Johnst.:[7] Sie enthält nur eine Art:
      - Gelber Steinsame (Neatostema apulum (L.) I.M.Johnst.): Sie ist im Mittelmeerraum verbreitet.

    - Lotwurzen (Onosma L., Syn.: Colsmannia Lehm., Coriantha Riedl, Sava Adans.):[7] Die etwa 150 Arten sind hauptsächlich in Asien verbreitet.
    - Paramoltkia Greuter.[7] Sie enthält nur einer Art:
      - Paramoltkia doerfleri (Wettst.) Greuter & Burdet

    - Podonosma Boiss.[7]
    - Pontechium Böhle & Hilger: Sie wurde 2000 aufgestellt und enthält nur eine Art:[7]
      - Pontechium maculatum (L.) Böhle & Hilger

    - Stenosolenium Turcz.: Sie enthält nur eine Art:
      - Stenosolenium saxatile (Pall.) Turcz.: Sie kommt in China, Kasachstan, Russland und in der Mongolei vor.

- Unterfamilie Cynoglossoideae Weigend: Sie wurde 2016 aufgestellt und enthält etwa acht Triben:[7]
  - Tribus Asperugeae Zakirov ex Ovczinnikova (Syn.: Asperuginae Riedl, Anoplocaryinae Ovczinnikova): Sie wurde 2007 aufgestellt und enthält 2016 vier Gattungen:[7]
    - Anoplocaryum Ledeb.: Die etwa fünf Arten sind von Sibirien bis zur Mongolei und zum nordwestlichen Himalaja verbreitet.[7]
    - Asperugo L.: Sie enthält nur eine Art:[7]
      - Scharfkraut (Asperugo procumbens L.): Es ist in Eurasien sowie in Nordafrika weitverbreitet.

    - Memoremea Otero, Jim.-Mejías, Valcárcel & P.Vargas: Sie wurde 2014 aufgestellt und enthält nur eine Art, die aus Omphalodes ausgegliedert wurde:[7]
      - Wald-Nabelnüsschen, auch Nabelnuss oder Gedenkemein (Memoremea scorpioides (Haenke) Otero, Jim.-Mejías, Valcárcel & P.Vargas, Syn.: Cynoglossum scorpioides Haenke, Omphalodes scorpioides (Haenke) Schrank): Sie kommt in Europa vor.[14]

    - Blauglöckchen (Mertensia Roth nom. cons., Syn.: Casselia Dumort., Cerinthodes Kuntze, HippoglossumHartm., Oreocharis Lindl., Platynema Schrad., Pneumaria Hill, Steenhammera Rchb., Winkleria Rchb.):[7] Die etwa 40 Arten sind in Asien, Ost- und Nordwesteuropa und Nordamerika weitverbreitet;[15] beispielsweise mit:
      - Küsten-Blauglöckchen, Austernpflanze (Mertensia maritima (L.) Gray)

  - Tribus Craniospermeae DC. ex Meisn. (Syn.: Craniosperminae DC.): Sie enthält nur eine Gattung:[7]
    - Craniospermum Lehm. (Syn.: Diploloma Schrenk): Die etwa sechs Arten sind in Zentralasien verbreitet.

  - Tribus Cynoglosseae W.D.J.Koch (Syn.: Harpagonelleae Baill., Cryptantheae Brand): Sie ist in vier Subtriben gegliedert:[7]
    - Untertribus Cynoglossinae Dumort. (Syn.: Rinderinae G.Don): Sie enthält nur zwei Gattungen:[7]
      - Hundszungen (Cynoglossum L. s. l., Syn.: Anchusopsis Bisch., Bilegnum Brand, Cerinthopsis Kotschy ex Paine, Crucicaryum Brand, Cynoglossopsis Brand, Cyphomattia Boiss., Ivanjohnstonia Kazmi, Kuschakewiczia Regel & M.Smirn., Lindelofia Lehm., Mattia Schult., Mattiastrum (Boiss.) Brand, Paracaryum Boiss., Paracynoglossum Popov, Pardoglossum Barbier & Mathez, Rindera Pall., Solenanthus Ledeb., Trachelanthus Kunze):[7] Die etwa 75 Arten kommen in den gemäßigten bis subtropischen Gebieten weltweit vor.
      - Microparacaryum (Popov ex Riedl) Hilger & Podlech (Syn.: Brandella R.R.Mill): Sie wurde 1985 aufgestellt. Die etwa vier Arten sind von Ägypten sowie Eritrea über die Arabische Halbinsel bis Zentralasien verbreitet.[7]

    - Untertribus Bothriosperminae Riedl: Sie enthält etwa fünf Gattungen:[7]
      - Antiotrema Hand.-Mazz. (Syn.: Henryettana Brand)[7] Sie enthält eine Art:
        - Antiotrema dunnianum (Diels) Hand.- Mazz.: Sie gedeiht in Höhenlagen von 1600 bis 2500 Metern in den südwestlichen chinesischen Provinzen Guangxi, Guizhou, Sichuan und Yunnan.[5]

      - Bothriospermum Bunge:[7] Die etwa fünf Arten sind von Afghanistan und Tadschikistan ostwärts bis in Russlands Fernen Osten und südwärts bis nach Malesien verbreitet.
      - Nihon Otero, Jim.-Mejías, Valcárcel & P.Vargas: Sie wurde 2014 aufgestellt[7] und enthält etwa vier japanische Arten, die aus Omphalodes ausgegliedert wurden.[14]
      - Sinojohnstonia Hu: Die etwa vier Arten gedeihen in den gemäßigten Gebieten in China.[7]
      - Thyrocarpus Hance:[7] Die etwa drei Arten kommen in China und Vietnam vor.[5]

    - Untertribus Microulinae Weigend: Sie wurde 2016 aufgestellt und enthält etwa drei Gattungen:[7]
      - Adelocaryum Brand (Syn.: Paracaryopsis (Riedl) R.R.Mill): Von den seit 2010 etwa fünf Arten kommen drei in Indien, eine im nordwestlichen Himalaja und eine nur in Oman vor.[7]
      - Afrotysonia Rauschert (Syn.: Tysonia Bolus nom. illeg. non Tysonia Fontaine):[7] Die etwa drei Arten sind im tropischen östlichen und im südlichen Afrika verbreitet.
      - Microula Benth. (Syn.: Actinocarya Benth., Glochidocaryum W.T.Wang, Metaeritrichium W.T.Wang, Schistocaryum Franch., Tretocarya Maxim.):[7] Die etwa 29 Arten kommen in Bhutan, Nepal, Sikkim, China und im nördlichen Indien vor.[5]

    - Untertribus Amsinckiinae Brand (Syn.: Harpagonelleae Baill., Allocaryinae Grig. ex Ovczinnikova): Sie enthält 2016 etwa zehn Gattungen:[7]
      - Adelinia J.I.Cohen: Sie wurde 2015 aufgestellt. Sie umfasst nur eine Art[7]:
        - Adelinia grandis (Douglas ex Lehm.) J.I.Cohen: Sie kommt von British Columbia bis Kalifornien vor.[16]

      - Andersonglossum J.I.Cohen: Die Gattung wurde 2015 aufgestellt.[7] Sie umfasst 3 Arten.
      - Amsinckia Lehm. nom. cons.:[7] Die etwa 20 Arten sind in der Neuen Welt verbreitet.
      - Cryptantha Lehm. ex G.Don (Syn.: Eremocarya Greene, Greeneocharis Gürke & Harms, Hemisphaerocarya Brand, Johnstonella Brand, Krynitzkia Fisch. & Mey., Oreocarya Greene, Piptocalyx Torr., Wheelerella G.B.Grant)[7]
      - Dasynotus I.M.Johnst.:[7] Sie enthält nur eine Art:
        - Dasynotus daubenmirei I.M.Johnst.: Dieser Endemit kommt nur im US-Bundesstaat Idaho vor.[17]

      - Harpagonella A.Gray: Die etwa 2 Arten kommen in Kalifornien, Arizona und im nordwestlichen Mexiko vor.[7]
      - Nesocaryum I.M.Johnst.[7] Sie enthält nur eine Art:
        - Nesocaryum stylosum (Phil.) I.M.Johnst.

      - Pectocarya DC. ex Meisn. (Syn.: Ctenospermum T.Post & Kuntze, Gruvelia A.DC., Ktenospermum Lehm.):[7] Die etwa 15 Arten kommen in den USA, im nordwestlichen Mexiko und in Südamerika vor.[16]
      - Oncaglossum Sutorý[7] Es gibt nur eine Art:
        - Oncaglossum pringlei (Greenm.) Sutorý

      - Plagiobothrys Fisch. & C.A.Mey. (Syn.: Allocarya Greene, Allocaryastrum Brand, Echidiocarya A.Gray ex Benth. & Hook.f., Echinoglochin Brand, Glyptocaryopsis Brand, Maccoya F.Muell., Sonnea Greene).[7]

  - Tribus Lasiocaryeae Weigend: Sie wurde 2016 aufgestellt enthält etwa drei Gattungen:[7]
    - Chionocharis I.M.Johnst.: Sie enthält nur eine Art.[7]
      - Chionocharis hookeri (C.B.Clarke) I.M.Johnst.: Sie kommt in Nepal, Bhutan, im nordwestlichen Indien, im südlichen Tibet und in den chinesischen Provinzen südwestliche Sichuan, sowie nordwestliches Yunnan vor.[5]

    - Lasiocaryum I.M.Johnst. (Syn.: Oreogenia I.M.Johnst. nom. illeg. non Orogenia S.Watson, Setulocarya R.R.Mill & D.G.Long): Sie enthält etwa drei Arten, die in Nepal, im Himalaja, in Tibet und im südlich-zentralen China vorkommen.[7]
    - Microcaryum I.M.Johnst.: Sie enthält nur eine Art:[7]
      - Microcaryum pygmaeum I.M.Johnst.: Sie kommt im nordwestlichen Indien und im westlichen Sichuan vor.[5]

  - Tribus Myosotideae Rchb.f. (Syn.: Myosotidinae Kitt., Pseudomertensiinae Riedl, Zoellerieae Gürke):[7]
    - Brachybotrys Maxim. ex Oliv.:[7] Sie enthält nur eine Art:
      - Brachybotrys paridiformis Maxim. ex Oliv.: Sie kommt im nordöstlichen China, Korea und in Russlands Fernem Osten vor.[5]

    - Decalepidanthus Riedl (Syn.: Pseudomertensia Riedl, Scapicephalus Ovcz. & Czukav.): Sie enthält etwa neun Arten, die von Afghanistan bis Zentralasien und Nepal vorkommen.[7]
    - Vergissmeinnicht (Myosotis L.) (Syn.: Echioides Moench nom. illeg. non Echioides Fabricius, Exarrhena R.Br., Gymnomyosotis (A.DC.) O.D.Nikif., Scorpioides Gilib., Strophiostoma Turcz., Trigonocaryum Trautv.): Die 80 bis 100 Arten[7] sind in Europa, Asien, Afrika, Australien und Nordamerika sowie mit lediglich einer Art in Südamerika verbreitet.
    - Omphalotrigonotis W.T.Wang:[7] Die nur zwei Arten kommen in China vor.[5]
    - Trigonotis Steven (Syn.: Endogonia Lindl., Havilandia Stapf, Pedinogyne Brand, Stephanocaryum Popov, Zoelleria Warb.): Die etwa 60 Arten sind in Osteuropa und Asien verbreitet.[7]

  - Tribus Omphalodeae Weigend: Sie wurde 2016 aufgestellt enthält etwa sechs Gattungen:[7]
    - Gyrocaryum Valdés:[7] Sie enthält nur eine Art:
      - Gyrocaryum oppositifolium Valdés: Dieser gefährdete (IUCN: „Critically Endangered“ = „vom Aussterben bedroht“) Endemit ist nur noch aus der spanischen Provinz León (Ponferrada) bekannt.[18]

    - Iberodes M.Serrano, R.Carbajal & S.Ortiz:[7] Die Gattung wurde 2016 aufgestellt. Sie umfasst etwa fünf Arten.
    - Mimophytum Greenm.[7]: Die etwa zehn Arten kommen vom südlichen Texas bis ins nordöstliche Mexiko vor.[19]
    - Myosotidium Hook.[7]: Sie enthält nur eine Art:
      - Myosotidium hortensia (Decne.) Baill.

    - Nabelnüsschen (Omphalodes Mill. s. str., Syn.: Picotia Roemer & Schultes nom. superf., Cynoglossum sect. Omphalium Wallr. nom. illeg. superfl., Omphalium (Wallr.) Roth, Picotia Roem. & Schult., Umbilicaria Heist. ex Fabr.):[7][14] Die 20 bis 30 Arten[7] sind in Nordamerika sowie Mexiko und im westlichen Eurasien, hauptsächlich im Mittelmeerraum verbreitet,[14] beispielsweise:
      - Frühlings-Nabelnüsschen (Omphalodes verna Moench)[7]

    - Selkirkia Hemsl. (Syn.: Mapuchea M.Serrano, R.Carbajal & S.Ortiz)[7]: Sie enthält vier Arten;[20] Selkirkia berteroi Hemsl. ist ein Endemit der Juan-Fernández-Inseln und drei Arten anderen Arten kommen auf dem südamerikanischen Festland vor.

  - Tribus Rochelieae A.DC. (Syn.: Eritrichieae Gürke, Heterocaryeae Zakirov ex Ovczinnikova): Sie ist in zwei Untertriben gegliedert:
    - Untertribus Eritrichiinae Riedl (Syn.: Echinosperminae Ovczinnikova, Rocheliinae Riedl): Sie enthält 2016 etwa fünf Gattungen[7]:
      - Eritrichium Schrad. ex Gaudin (Syn.: Amblynotus I.M.Johnst.[5], Sauria Bajtenov, Tianschaniella B.Fedtsch.):[7] Die über 70 Arten besitzen eine ursprüngliche Verbreitung hauptsächlich in Asien; einige Arten wachsen auch in Europa und Nordamerika. Beispielsweise:
        - Himmelsherold (Eritrichium nanum (L.) Schrad. ex Gaudin)

      - Hackelia Opiz (Syn: Austrocynoglossum Popov ex R.R.Mill, Embadium J.M.Black):[7] Die etwa 45 Arten sind in den gemäßigten Gebieten der Nordhalbkugel und in Mittel- und Südamerika weitverbreitet.
      - Igelsamen (Lappula Moench, Syn.: Cynoglossospermum Kuntze, Echinospermum Sw. ex Lehm., Omphalolappula Brand, Sclerocaryopsis Brand)[7]: Die etwa 76 Arten sind in gemäßigten und subtropischen Gebieten der Nordhalbkugel verbreitet. Darunter:
        - Kletten-Igelsame (Lappula squarrosa (Retz.) Dumort.)

      - Lepechiniella Popov[7]: Die etwa 16 Arten sind hauptsächlich in Zentralasien verbreitet.
      - Rochelia Rchb. nom. cons. (Syn.: Cervia Rodr. ex Lag., Maccoya F.Muell., Raclathris Raf.):[7] Die etwa 15 Arten sind vom zentralen bis ins südwestliche Asien, Europa und Australien verbreitet.

    - Untertribus Heterocaryinae Riedl: Sie enthält 2016 etwa zwei Gattungen:[7]
      - Heterocaryum A.DC.:[7] Die etwa sieben Arten sind vom zentralen bis ins südwestliche Asien verbreitet.
      - Suchtelenia Kar. ex Meisn.:[7] Sie enthält nur eine Art:
        - Suchtelenia calycina (C.A.Mey.) A.DC.: Sie kommt vom Kaukasusraum bis Zentralasien vor.

  - Tribus Trichodesmeae Zakirov ex Riedl: Sie enthält etwa zwei Gattungen:[7]
    - Caccinia Savi (Syn.: Anisanthera Raf.):[7] Die etwa sechs Arten sind im südwestlichen und zentralen Asien verbreitet.
    - Trichodesma R.Br. nom. cons. (Syn.: Boraginella Siegesb. ex Kuntze, Boraginodes T.Post & Kuntze, Borraginoides Moench, Friedrichsthalia Fenzl, Lacaitaea Brand, Leiocarya Hochst., Octosomatium Gagnep., Pollichia Medik. nom. rej., Spiroconus Stev., Streblanthera Steud.):[7] Die etwa 40 Arten sind in Afrika, tropischen Asien und Australien verbreitet.[5]

- Unterfamilie Echiochiloideae Weigend (Syn.: Echiochilinae Riedl): Sie wurde 2016 aufgestellt:[7]
  - Sie wird nicht in Triben gegliedert und enthält etwa drei Gattungen mit insgesamt etwa 30 Arten:[7]
    - Antiphytum DC. ex Meisn. (Syn.: Amblynotopsis J.F.Macbr., Amphibologyne Brand, Chamissoniophila Brand)[7]: Die etwa 13 Arten kommen in Mexiko und im tropischen Amerika vor[21].
    - Echiochilon Desf. (Syn.: Chilechium Pfeiff., Chilochium Raf., Echiochilopsis Caball., Exioxylon Raf., Leurocline S.Moore, Sericostoma Stocks, Tetraedrocarpus O.Schwartz)[7]: Die etwa 15 Arten sind von Nordafrika über die Arabische Halbinsel bis Indien weit verbreitet.
    - Ogastemma Brummitt (Syn.: Megastoma (Benth. & Hook.f.) Coss. & Durieu ex Bonnet & Barratte nom. illeg. non Megastoma Grassi)[7]: Sie enthält nur eine Art:
      - Ogastemma pusillum (Coss. & Durieu ex Bonnet & Barratte) Brummitt: Die Verbreitung reicht von den Kanaren über Nordafrika und der Sinaihalbinsel bis in die israelisch-jordanische Region[4].

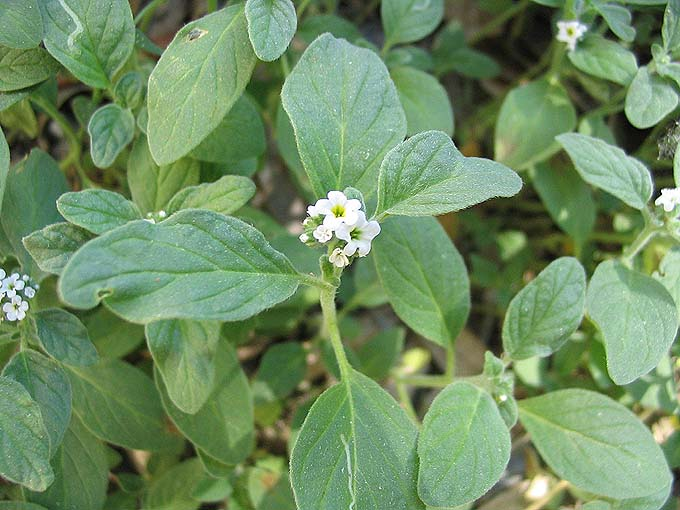
Tribus Heliotropieae: Europäische Sonnenwende (Heliotropium europaeum)

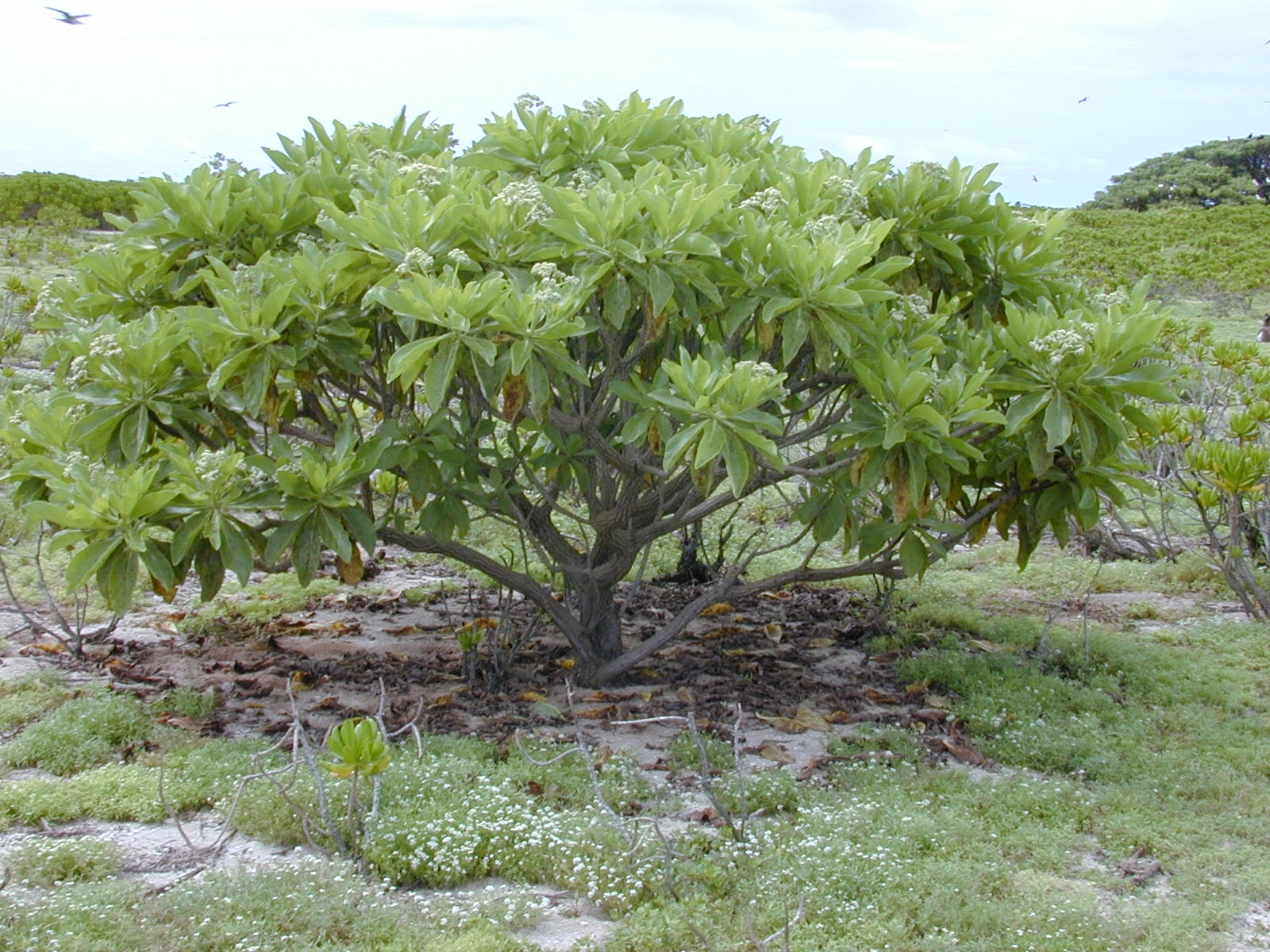
Tribus Heliotropieae: Tournefortia argentea

- Unterfamilie Heliotropioideae[22] (Schrad.) Arn.: Hier werden als Ausnahme Steinfrüchte gebildet. Sie gedeiht weltweit von den Tropen bis in die warmen gemäßigten Gebiete. Sie enthält nur eine Tribus:
  - Tribus Heliotropieae Dumort.: Sie enthält vier bis acht Gattungen und etwa 405 Arten:
    - Argusia Boehm.: Sie enthält nur zwei bis drei Arten.
    - Ceballosia Kunkel: Sie enthält nur eine Art:
      - Ceballosia fruticosa (L.f. ex G.Kunkel) G.Kunkel ex Förther: Sie kommt auf allen größeren Kanarischen Inseln vor. Sie besiedelt Standorte in Höhenlagen von 200 bis 800 Metern.[22]

    - Euploca Nutt.: Sie umfasst etwa 74 Arten, die früher meist zu Heliotropium gestellt wurden und die in den Tropen und Subtropen vorkommen.
    - Sonnenwenden (Heliotropium L.): Sie enthält 250 bis 300 Arten von den Gemäßigten Gebieten bis in die Tropen. Auch Heliotrop genannt, eine Art, die Vanilleblume ist die beliebte Beet- und Balkonpflanze.
    - Hilgeria Förther: Sie enthält drei Arten, eine davon von der Ostspitze Kubas und zwei vom Westteil Hispaniolas (Haiti).[22]
    - Ixorhea Fenzl: Sie enthält nur eine Art:
      - Ixorhea tschudiana Fenzl

    - Nogalia Verdc.: Sie enthält nur eine Art:
      - Nogalia drepanophylla (Baker) Verdc.: Sie kommt nur in Jemen, in Oman, in Somalia und im Sudan vor.

    - Schleidenia Endl.: Sie ist pantropisch mit sechs bis acht Arten verbreitet.[22]
    - Tournefortia L.: Die etwa 150 Arten sind in tropischen und subtropischen Gebieten verbreitet.

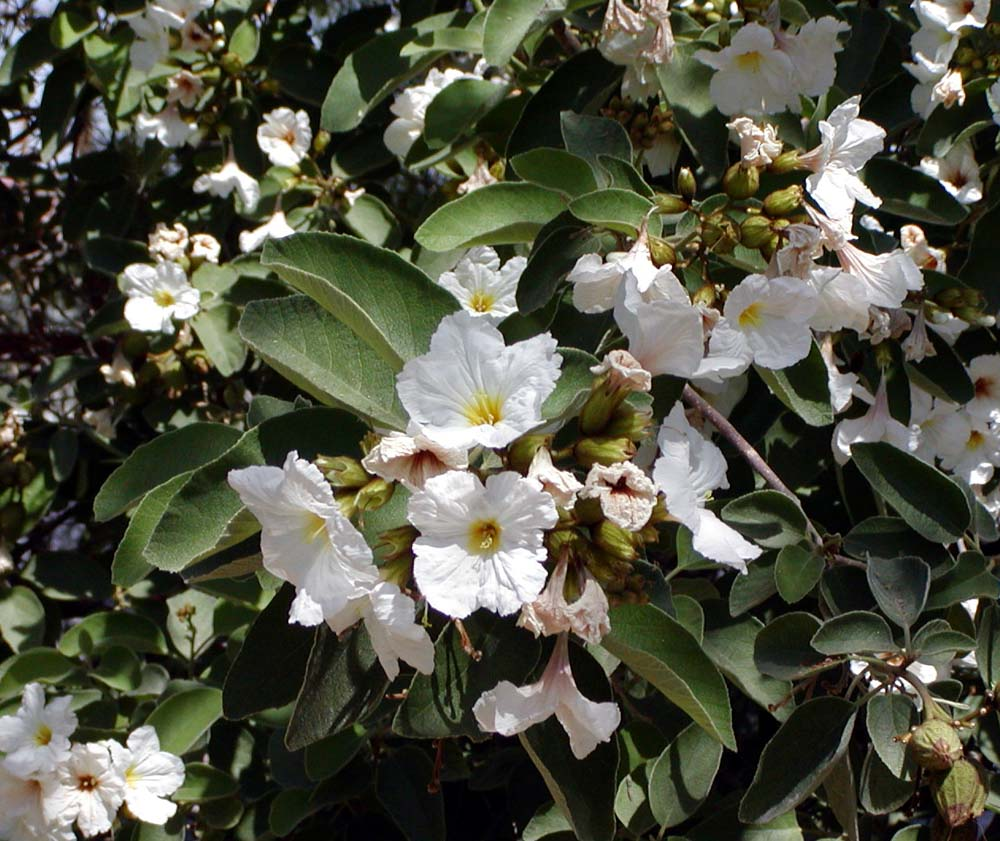
Tribus Cordieae: Blüten der tropischen Baumart Cordia boissieri

- Unterfamilie Cordioideae Link: Hier werden als Ausnahme Steinfrüchte gebildet. Die Vertreter dieser Unterfamilie sind Gehölze, darunter einige häufige tropische Baumarten, einige Arten sind Lianen. Sie enthält nur eine Tribus:
  - Tribus Cordieae Dumort.: Sie enthält drei bis vier Gattungen und etwa 330 Arten:[23][24]
    - Coldenia L. (Syn.: Lobophyllum F.Mueller): Sie enthält nur eine Art:
      - Coldenia procumbens L.: Es ist eine einjährige krautige Pflanze mit Klausen. Die Blüte ist vierzählig. Sie kommt in Kambodscha, China, Indien, Indonesien, Malaysia, Pakistan, Sri Lanka, Thailand, Vietnam, Afrika, Australien, Nord- und Südamerika vor.[25]

    - Cordia L.: Sie enthält 200 bis 300 (bis zu 325) Arten, inklusive Gattungen mit je nur ein bis drei Arten (gültige Artnamen): Auxemma (Cordia gardneriana, Cordia glazioviana, Cordia oncocalyx), Patagonula (Cordia americana, Cordia incognita). Einige Arten sind myrmekophil. Sie hat ihre größte Artenvielfalt in der Neotropis, besonders auf den Karibischen Inseln. (Sektionen: Cordia, Gerascanthus, Myxa, Physoclada, Pilicordia, Rhabdocalyx, Superbiflora)[26]
    - Saccellium Humb. & Bonpl.: Manche Autoren stellen diese Arten auch zur Gattung Cordia. Beispielsweise gehört hierher Saccellium lanceolatum Humb. & Bonpl.
    - Varronia P.Browne: Die etwa 140 Arten sind südlichen Nordamerika über Mittelamerika bis in Südamerika verbreitet. Manche Autoren stellen diese Arten auch zur Gattung Cordia.

In die Nähe der oder in die Unterfamilie Cordioideae gehört nach APG III auch die früher in eine eigene Familie gestellte Gattung Hoplestigma.

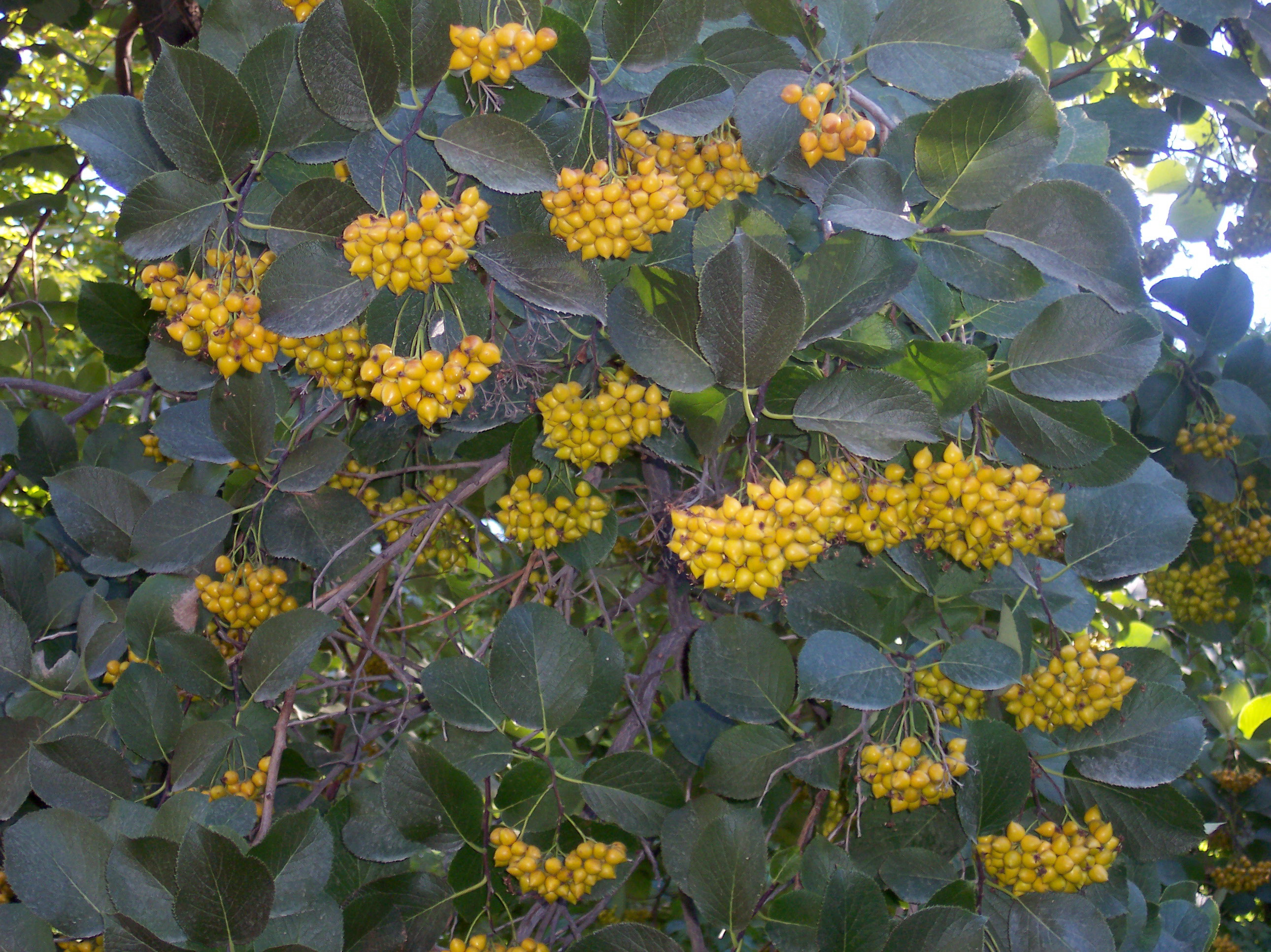
Tribus Ehretieae: Ehretia dicksonii mit Früchten

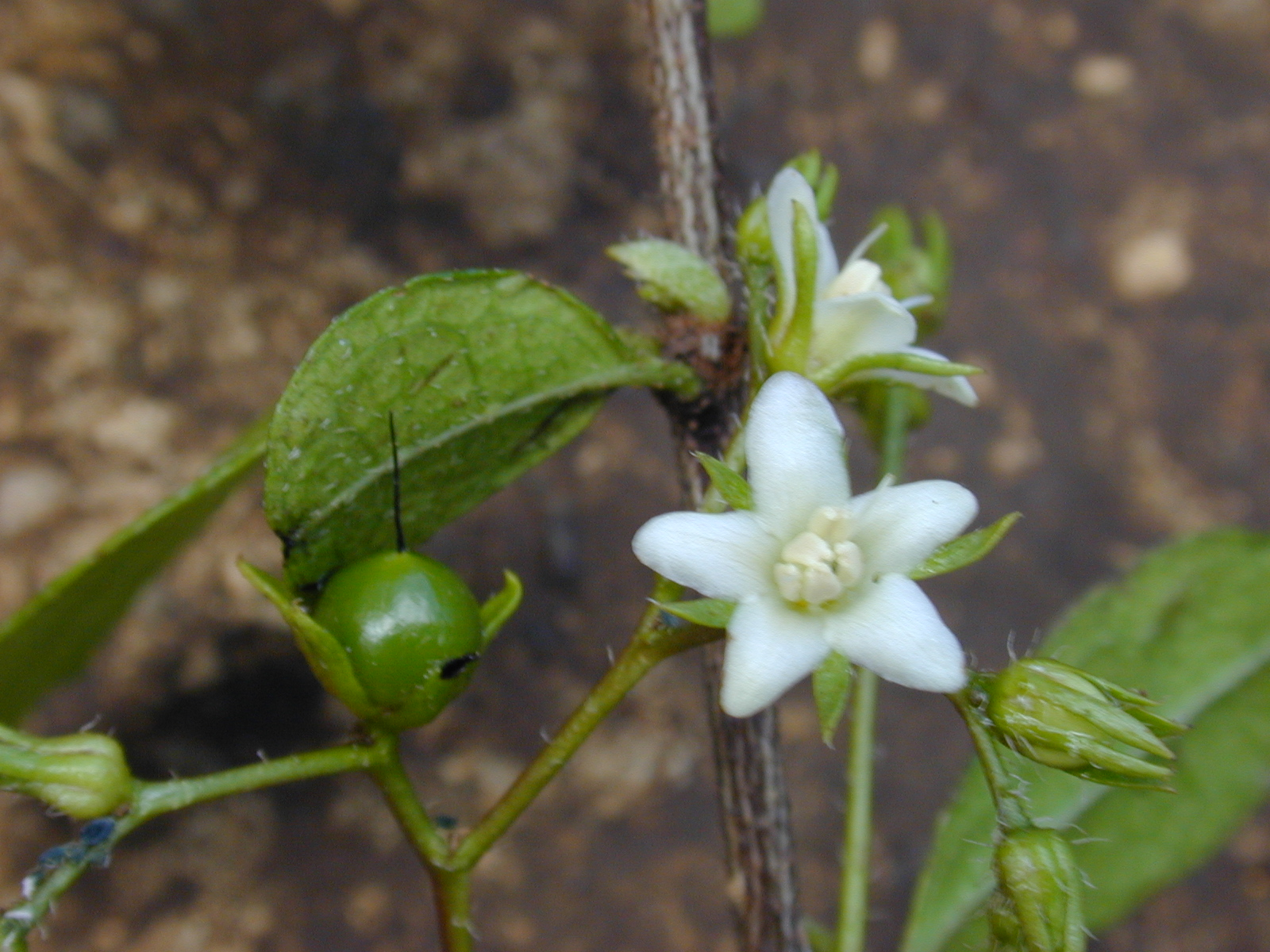
Tribus Ehretieae: Fukientee (Ehretia microphylla)

- Unterfamilie Ehretioideae (Mart. ex Lindl.) Arn.:[28] Die Arten dieser Unterfamilie sind meist Gehölze, wenige Arten sind krautige Pflanzen. Beheimatet sind diese Taxa fast im gesamten Tropengürtel. Es gibt nur eine Tribus:
  - Tribus Ehretieae Dumort.: Sie enthält acht bis elf Gattungen mit etwa 170 Arten (Auswahl):
    - Bourreria P.Browne: Die etwa 50 Arten sind in der Neotropis weitverbreitet.
    - Cortesia Cav.: Die etwa zwei Arten gedeihen in gemäßigten Gebieten in Südamerika.
    - Ehretia P.Browne (Syn.: Cortesia Cav., Carmona Cav., Gaza Terán & Berland., Rhabdia Mart., RotulaLour., Traxilum Raf.): Die 50 bis 75 Arten sind hauptsächlich in Afrika und im südlichen Asien verbreitet, einzelne Arten kommen aber auch in anderen subtropischen bis tropischen Gebieten weltweit vor, beispielsweise:
      - Ehretia dicksonii Hance: Aus China, Taiwan, Vietnam, Japan und dem Himalaya.
      - Fukientee (Ehretia microphylla Lam., Syn.: Carmona heterophylla Cav., Carmona microphylla (Lam.) G.Don, Carmona retusa (Vahl) Masam., Cordia coromandeliana Retz. ex A.DC., Cordia retusa Vahl, Ehretia buxifolia Roxb., Ehretia coromandeliana Retz. ex A.DC., Ehretia dentata Courchet ex Gagnep., Ehretia heterophylla Spreng., Ehretia monopyrena Gottschling & Hilger, Lithothamnus buxioides Zipp. ex Span.): Das Verbreitungsgebiet reicht von den japanischen Ryūkyū-Inseln über Taiwan und das südliche China bis nach Indonesien und Australien.[5]

    - Halgania Gaudich.: Die etwa 18 Arten kommen nur in Australien vor.
    - Lepidocordia Ducke: Die etwa zwei Arten sind im nördlichen tropischen Südamerika verbreitet.
    - Menais Loefl.: Sie enthält nur eine Art:
      - Menais topiaria L.: Sie kommt in Südamerika vor.

    - Rochefortia Sw.: Die drei bis zehn Arten kommen hauptsächlich in der Neotropis vor.
    - Rotula Lour.: Die nur drei Arten sind in Brasilien, Afrika und im tropischen Asien verbreitet.
    - Tiquilia Pers.: Die etwa 27 Arten gedeihen in Wüstengebieten der Neuen Welt.[16]

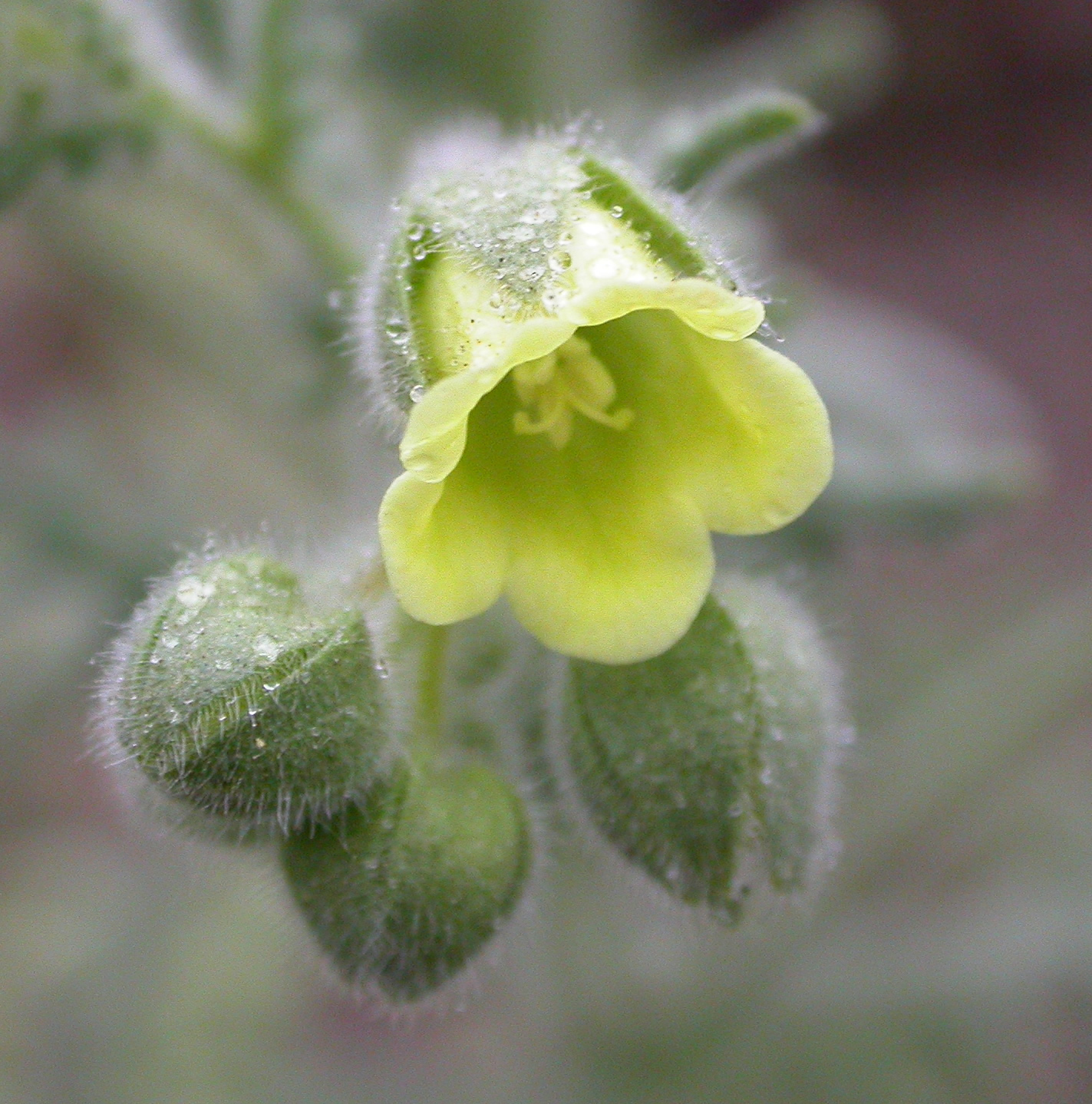
Tribus Hydrophylleae: Emmenanthe penduliflora

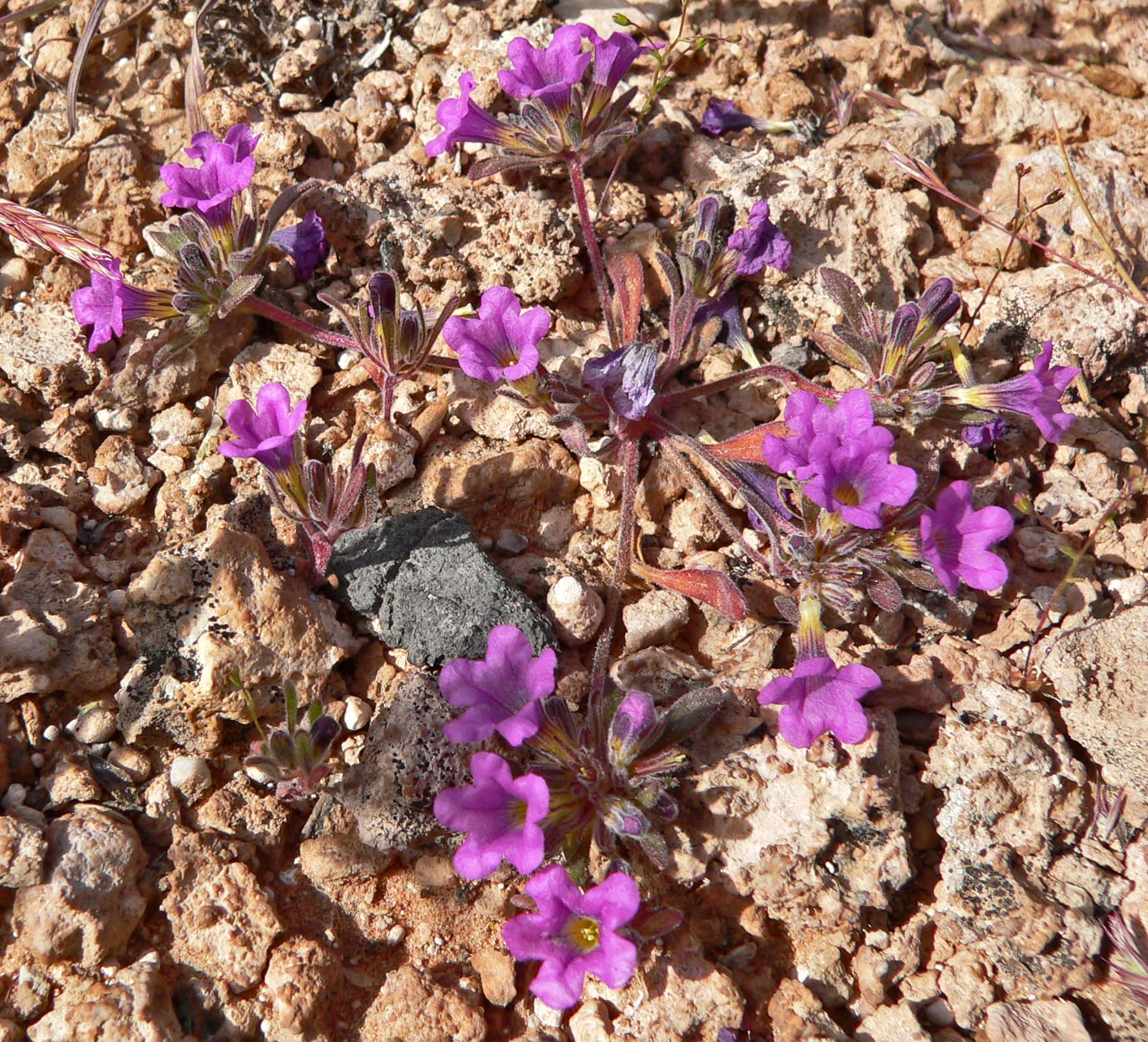
Tribus Hydrophylleae: Nama demissum

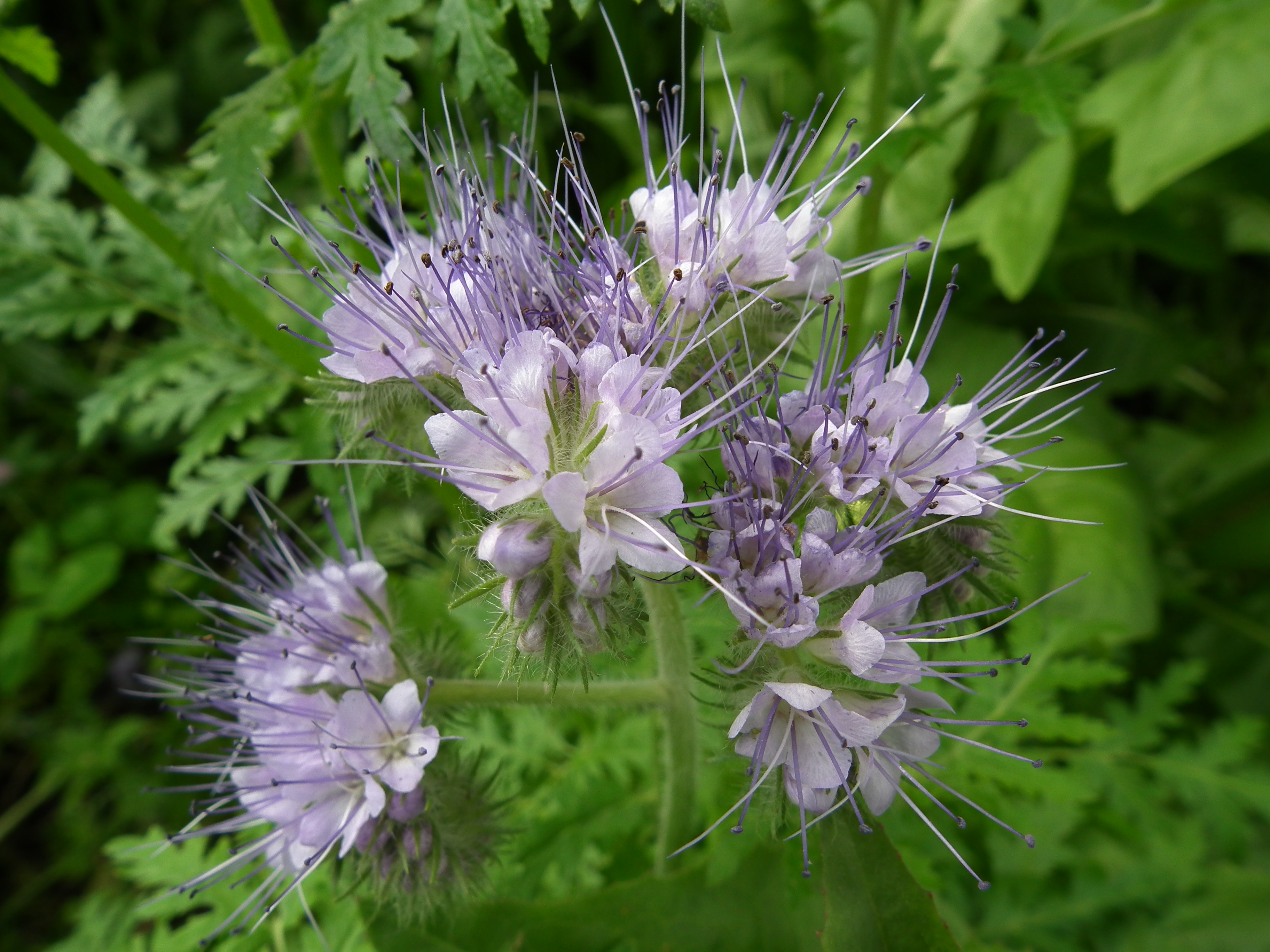
Tribus Hydrophylleae: Büschelschön (Phacelia tanacetifolia)

- Wasserblattgewächse (Hydrophylloideae Burnett): Sie enthält 17 Gattungen mit 225 Arten, die in der Neuen Welt mit einem Schwerpunkt trockener Gebiete der westlichen USA verbreitet sind. Es werden Kapselfrüchte gebildet. Diese Familie/Unterfamilie wird mit zu den Boraginaceae gerechnet (genaue Stellung noch nicht gesichert). Sie enthält nur eine Tribus:[16]
  - Tribus Hydrophylleae Rchb.: Sie enthält 17 Gattungen mit etwa 225 Arten:
    - Codon L.: Die nur zwei Arten sind im südlichen Afrika verbreitet.[21]
    - Draperia Torr.: Sie enthält nur eine Art:
      - Draperia systyla (A.Gray) Torr.: Sie kommt in Kalifornien vor.[16]

    - Ellisia L.: Sie enthält nur eine Art:
      - Ellisia nyctelea (L.) L.: Sie ist in Nordamerika verbreitet.[21]

    - Emmenanthe Benth.: Sie enthält nur eine Art:
      - Emmenanthe penduliflora Benth.: Sie kommt in den westlichen US-Bundesstaaten Arizona, Kalifornien, Nevada, Utah und in Baja Norte vor.

    - Eriodictyon Benth.: Die etwa elf Arten kommen in den südwestlichen USA und in Mexiko vor.
    - Eucrypta Nutt.: Die nur zwei Arten kommen nur in den südwestlichen USA vor.
    - Hesperochiron S.Watson: Die nur zwei Arten kommen in den westlichen USA und im nördlichen Mexiko vor.
    - Hydrophyllum L. (Syn.: Decemium Raf.): Die etwa acht Arten sind in Nordamerika verbreitet.
    - Nama L. (Syn.: Andropus Brand, Conanthus S.Watson, Lemmonia A.Gray): Die etwa 55 Arten kommen in den südwestlichen USA, in der Neotropis und auf Hawaii vor.
    - Nemophila Nutt.: Die etwa elf Arten kommen in den südöstlichen USA und im westlichen Nordamerika vor. Von wenigen Arten werden Sorten als Zierpflanzen verwendet.
    - Phacelia Juss. (Syn.: Eutoca R.Br., Miltitzia A.DC., Whitlavia Harv.): Es gibt etwa 170 bis 200 Arten in der Neuen Welt. Eine Art, Rainfarn-Phazelie (Phacelia tanacetifolia), wird häufig als Gründünger verwendet.
    - Pholistoma Lilja: Es gibt drei Arten in den westlichen USA und im mexikanischen Baja California.
    - Romanzoffia Cham.: Die etwa fünf Arten sind in den westlichen USA verbreitet.
    - Tricardia Torr.: Sie enthält nur eine Art:
      - Tricardia watsonii Torr. ex S.Watson: Sie ist in den südwestlichen USA beheimatet.

    - Turricula J.F.Macbr.: Sie enthält nur eine Art:
      - Turricula parryi (A.Gray) J.F.Macbr.: Sie kommt nur in Kalifornien und im mexikanischen Baja California vor.

    - Wigandia Kunth: Die nur zwei bis drei Arten sind in der Neotropis verbreitet.[21]

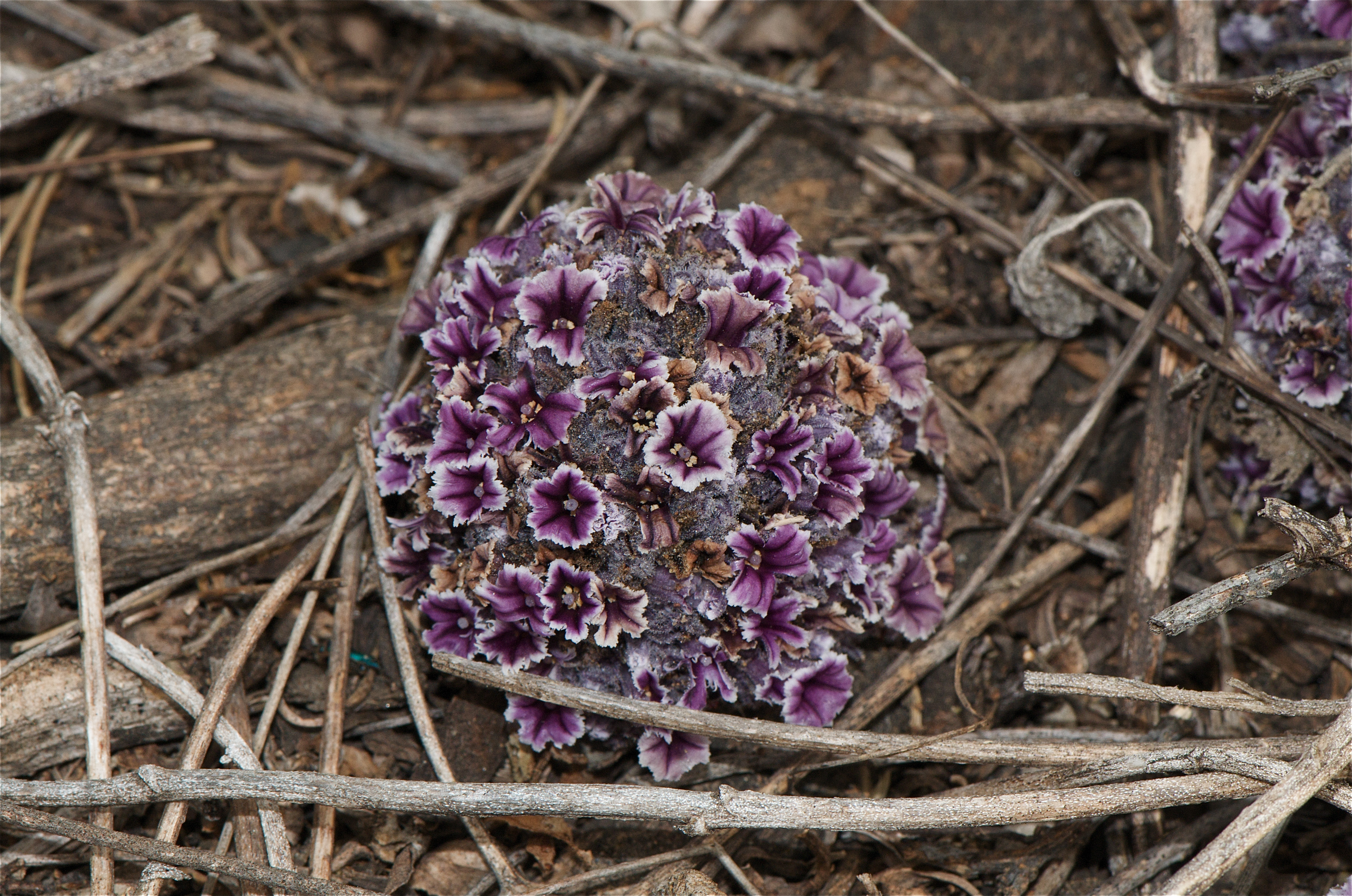
Tribus Lennoeae: Pholisma arenarium

- Unterfamilie Lennooideae Craven (Syn.: Lennoaceae Solms-Laubach: Genaue taxonomische Stellung ist noch nicht gesichert). Die zwei oder drei Gattungen mit etwa sieben Arten sind in den südwestlichen USA und im nördlichen Südamerika beheimatet. Es sind chlorophylllose, krautige Wurzelparasiten.
  - Tribus Lennoeae Baill.: Sie enthält zwei oder drei Gattungen mit etwa sieben Arten:
    - Lennoa Lex.: Sie enthält nur eine Art:
      - Lennoa madreporoides La Llave & Lex.: Sie ist in der Neotropis weitverbreitet.

    - Pholisma Nutt. ex Hook. (inklusive Ammobroma Torr.): Die drei bis fünf Arten kommen von den südwestlichen Vereinigten Staaten bis ins nördliche Südamerika und sind nirgendwo häufig.[16]

- Unterfamilie Wellstedioideae Pilg.:
  - Sie wird nicht in Triben gegliedert und enthält nur eine Gattung, die bei einigen Autoren die einzige Gattung einer eigenen Familie ist:
    - Wellstedia Balf.f.: Von den etwa sechs Arten kommen fünf in Äthiopien, Somalia und auf Sokotra vor und eine Art kommt mit zwei Unterarten nur im südlichen Afrika vor.[29]

- Alle weiteren Gattungen ohne bekannte Unterfamilienzuordnung dieser Familie:
  - Alle weiteren Gattungen ohne bekannte Tribuszuordnung dieser Familie:
    - Echidiocarya A.Gray (inklusive Allocaryastrum Brand): Die etwa drei Arten sind in Nordamerika verbreitet.
    - Embadium J.M.Black: Die etwa drei Arten kommen nur im südlichen Australien vor.
    - Heliocarya Bunge: Sie enthält nur eine Art:
      - Heliocarya monandra Bunge: Dieser gefährdete Endemit kommt nur im zentralen Iran vor.[30]

    - Lasiocaryum I.M.Johnst.: Die etwa fünf Arten sind in Bhutan, China, Indien, Pakistan im südwestlichen Asien verbreitet.[5]
    - Microcaryum I.M.Johnst.: Die etwa drei Arten kommen in China und im nordöstlichen Indien vor.[5]
    - Omphalolappula Brand: Sie enthält nur eine Art:
      - Omphalolappula concava (F.Muell.) Brand: Sie kommt in Australien vor.

    - Oxyosmyles Speg.: Sie enthält nur eine Art:
      - Oxyosmyles viscosissima Speg.: Sie kommt in Argentinien vor.

## Weiterführende Literatur
- Svetlana Ovchinnikova: On the position of the tribe Eritrichieae in the Boraginaceae system. In: Botanica Serbica. Band 33, Nr. 2, 2009, ISSN 1821-2158, S. 141–146 (bg.ac.rs [PDF; 460 kB]).
- Maximilian Weigend, Marc Gottschling, Federico Selvi, Hartmut H. Hilger: Fossil and Extant Western Hemisphere Boragineae, and the Polyphyly of “Trigonotideae” Riedl (Boraginaceae: Boraginoideae). In: Systematic Botany. Band 35, Nr. 2, 2010, S. 409–419, doi:10.1600/036364410791638423.
- J. I. Cohen: A phylogenetic analysis of morphological and molecular characters of Boraginaceae: evolutionary relationships, taxonomy, and patterns of character evolution. In: Cladistics, Volume 30, Issue 2, 2013/2014, S. 139–169. doi:10.1111/cla.12036
- R-E. Irimia, Marc Gottschling: Taxonomic revision of Rochefortia Sw. (Ehretiaceae, Boraginales). In: Biodiversity Data Journal, Volume 4, 2016, e7720. doi:10.3897/BDJ.4.e7720
- Boraginales Working Group: Federico Luebert, Lorenzo Cecchi, Michael W. Frohlich, Marc Gottschling, C. Matt Guilliams, Kristen E. Hasenstab-Lehman, Hartmut H. Hilger, James S. Miller, Moritz Mittelbach, Mare Nazaire, Massimo Nepi, Daniele Nocentini, Dietrich Ober, Richard G. Olmstead, Federico Selvi, Michael G. Simpson, Karel Sutorý, Benito Valdés, Genevieve K. Walden, Maximilian Weigend: Familial classification of the Boraginales. In: Taxon, Volume 65, Issue 3, 2016, S. 502–522. doi:10.12705/653.5